# Llista de townlands del Comtat de Leitrim
Aquesta és una Llista de townlands del comtat de Leitrim. Hi ha aproximadament 1.508 townlands al comtat de Leitrim a la República d'Irlanda.
Els noms duplicats es produeixen quan hi ha més d'un townland amb el mateix nom al comtat. Els noms marcats en negreta són les ciutats i pobles, i la paraula town apareix per a les entrades de la columna acres.

## Llista de townlands
| Townland                           | Acres | Baronia     | Parròquia civil       | Poor Law Union     |
| ---------------------------------- | ----- | ----------- | --------------------- | ------------------ |
| Acres                              | 37    | Leitrim     | Kiltoghert            | Carrick on Shannon |
| Acres                              | 58    | Drumahaire  | Inishmagrath          | Manorhamilton      |
| Acres                              | 56    | Carrigallen | Cloone                | Mohill             |
| Acres                              | 85    | Mohill      | Mohill                | Mohill             |
| Adereen                            | 56    | Leitrim     | Kiltoghert            | Carrick on Shannon |
| Adoon                              | 699   | Mohill      | Cloone                | Mohill             |
| Aghaas                             | 343   | Carrigallen | Cloone                | Mohill             |
| Aghaboneill                        | 321   | Mohill      | Fenagh                | Mohill             |
| Aghacashel                         | 450   | Leitrim     | Kiltubbrid            | Carrick on Shannon |
| Aghacashlaun                       | 135   | Leitrim     | Kiltubbrid            | Carrick on Shannon |
| Aghadark o Achadh Dearc            | 135   | Carrigallen | Oughteragh            | Bawnboy            |
| Aghaderrard East                   | 361   | Rosclogher  | Rossinver             | Ballyshannon       |
| Aghaderrard West                   | 217   | Rosclogher  | Rossinver             | Ballyshannon       |
| Aghadrumcarn                       | 257   | Mohill      | Mohill                | Mohill             |
| Aghadrumderg                       | 45    | Mohill      | Mohill                | Mohill             |
| Aghadrumginshin                    | 275   | Carrigallen | Cloone                | Mohill             |
| Aghadunvane                        | 671   | Rosclogher  | Rossinver             | Ballyshannon       |
| Aghaginny                          | 374   | Leitrim     | Kiltubbrid            | Carrick on Shannon |
| Aghagrania                         | 578   | Leitrim     | Kiltoghert            | Carrick on Shannon |
| Aghakilbrack                       | 360   | Leitrim     | Kiltubbrid            | Carrick on Shannon |
| Aghakilconnell                     | 112   | Leitrim     | Kiltoghert            | Carrick on Shannon |
| Aghakilfaughna                     | 36    | Mohill      | Mohill                | Mohill             |
| Aghakilmore                        | 137   | Leitrim     | Kiltubbrid            | Carrick on Shannon |
| Aghalateeve                        | 1.061 | Rosclogher  | Rossinver             | Ballyshannon       |
| Aghaleague                         | 170   | Carrigallen | Carrigallen           | Bawnboy            |
| Aghaleague                         | 125   | Carrigallen | Oughteragh            | Bawnboy            |
| Aghalough                          | 289   | Carrigallen | Drumreilly            | Bawnboy            |
| Aghalough                          | 427   | Carrigallen | Cloone                | Mohill             |
| Aghameelta                         | 157   | Drumahaire  | Drumlease             | Manorhamilton      |
| Aghameelta Barr                    | 245   | Drumahaire  | Drumlease             | Manorhamilton      |
| Aghameeny                          | 40    | Leitrim     | Kiltoghert            | Carrick on Shannon |
| Aghamore                           | 179   | Rosclogher  | Rossinver             | Ballyshannon       |
| Aghamore                           | 93    | Drumahaire  | Inishmagrath          | Manorhamilton      |
| Aghamore                           | 222   | Rosclogher  | Killasnet             | Manorhamilton      |
| Aghamore                           | 143   | Mohill      | Annaduff              | Mohill             |
| Aghamore                           | 281   | Mohill      | Clone                 | Mohill             |
| Aghamore                           | 184   | Mohill      | Mohill                | Mohill             |
| Aghancarra                         | 46    | Leitrim     | Kiltoghert            | Carrick on Shannon |
| Aghanlish                          | 982   | Rosclogher  | Rossinver             | Ballyshannon       |
| Agharann                           | 735   | Carrigallen | Cloone                | Mohill             |
| Agharoosky                         | 346   | Rosclogher  | Rossinver             | Ballyshannon       |
| Agharroo                           | 398   | Rosclogher  | Rossinver             | Ballyshannon       |
| Aghatawny Lower                    | 101   | Carrigallen | Oughteragh            | Bawnboy            |
| Aghatawny Upper                    | 66    | Carrigallen | Oughteragh            | Bawnboy            |
| Aghavadden                         | 213   | Leitrim     | Fenagh                | Mohill             |
| Aghavanny                          | 491   | Rosclogher  | Cloonclare            | Manorhamilton      |
| Aghavilla                          | 330   | Carrigallen | Carrigallen           | Mohill             |
| Aghavoghil                         | 1.799 | Rosclogher  | Rossinver             | Ballyshannon       |
| Aghavore                           | 584   | Carrigallen | Carrigallen           | Mohill             |
| Aghawillin                         | 83    | Carrigallen | Drumreilly            | Bawnboy            |
| Aghawillin                         | 413   | Carrigallen | Carrigallen           | Mohill             |
| Aghintass                          | 138   | Mohill      | Annaduff              | Mohill             |
| Aghinteeduff                       | 38    | Mohill      | Mohill                | Mohill             |
| Aghintober                         | 36    | Leitrim     | Annaduff              | Carrick on Shannon |
| Aghlacon                           | 137   | Drumahaire  | Cloonclare            | Manorhamilton      |
| Aghlin                             | 237   | Carrigallen | Oughteragh            | Bawnboy            |
| Aghnacross                         | 28    | Mohill      | Mohill                | Mohill             |
| Aghnagollop                        | 250   | Leitrim     | Kiltoghert            | Carrick on Shannon |
| Aghnahaha                          | 890   | Rosclogher  | Rossinver             | Manorhamilton      |
| Aghnahoo                           | 142   | Leitrim     | Kiltubbrid            | Carrick on Shannon |
| Aghnahoo                           | 391   | Rosclogher  | Rossinver             | Manorhamilton      |
| Aghnahunshin                       | 111   | Mohill      | Mohill                | Mohill             |
| Aghnamona                          | 207   | Mohill      | Mohill                | Mohill             |
| Aghoo                              | 92    | Carrigallen | Drumreilly            | Bawnboy            |
| Aghoo East                         | 247   | Carrigallen | Oughteragh            | Bawnboy            |
| Aghoo West                         | 46    | Carrigallen | Oughteragh            | Bawnboy            |
| Aghyowla                           | 112   | Carrigallen | Oughteragh            | Bawnboy            |
| Altakeeran                         | 806   | Carrigallen | Oughteragh            | Bawnboy            |
| Altavra                            | 686   | Drumahaire  | Killarga              | Manorhamilton      |
| Alteen                             | 241   | Drumahaire  | Inishmagrath          | Manorhamilton      |
| Alteenacres Glebe                  | 38    | Drumahaire  | Inishmagrath          | Manorhamilton      |
| Altiquin                           | 95    | Drumahaire  | Inishmagrath          | Manorhamilton      |
| Amorset                            | 119   | Rosclogher  | Killasnet             | Manorhamilton      |
| Annaduff                           | 268   | Leitrim     | Annaduff              | Carrick on Shannon |
| Annaduff Glebe                     | 482   | Leitrim     | Annaduff              | Carrick on Shannon |
| Annagh                             | 132   | Carrigallen | Carrigallen           | Bawnboy            |
| Annagh                             | 118   | Leitrim     | Kiltubbrid            | Carrick on Shannon |
| Annagh                             | 286   | Drumahaire  | Cloonclare            | Manorhamilton      |
| Annagh                             | 153   | Drumahaire  | Killarga              | Manorhamilton      |
| Annagh Lower                       | 176   | Drumahaire  | Drumreilly            | Carrick on Shannon |
| Annagh Upper                       | 167   | Drumahaire  | Drumreilly            | Carrick on Shannon |
| Annaghaderg                        | 254   | Mohill      | Fenagh                | Mohill             |
| Annaghasna                         | 250   | Leitrim     | Kiltoghert            | Carrick on Shannon |
| Annaghboy                          | 138   | Drumahaire  | Killarga              | Manorhamilton      |
| Annaghbradican                     | 243   | Leitrim     | Kiltoghert            | Carrick on Shannon |
| Annaghderg Lower                   | 103   | Mohill      | Mohill                | Mohill             |
| Annaghderg Upper                   | 89    | Mohill      | Mohill                | Mohill             |
| Annaghearly                        | 268   | Leitrim     | Kiltoghert            | Carrick on Shannon |
| Annaghgerry                        | 111   | Drumahaire  | Inishmagrath          | Manorhamilton      |
| Annaghkeenty                       | 166   | Leitrim     | Kiltoghert            | Carrick on Shannon |
| Annaghkeenty                       | 72    | Leitrim     | Kiltubbrid            | Carrick on Shannon |
| Annaghmaconway                     | 258   | Mohill      | Cloone                | Mohill             |
| Annaghmacullen                     | 408   | Mohill      | Cloone                | Mohill             |
| Annaghmore                         | 499   | Mohill      | Cloone                | Mohill             |
| Annaghnamaddoo                     | 203   | Leitrim     | Kiltoghert            | Carrick on Shannon |
| Annaghoney                         | 131   | Mohill      | Cloone                | Mohill             |
| Annaghselherny                     | 206   | Leitrim     | Kiltoghert            | Carrick on Shannon |
| Anskert                            | 339   | Mohill      | Cloone                | Mohill             |
| Antfield                           | 107   | Mohill      | Annaduff              | Mohill             |
| Ardagh                             | 137   | Leitrim     | Fenagh                | Mohill             |
| Ardagh (Gilbride)                  | 165   | Rosclogher  | Rossinver             | Ballyshannon       |
| Ardagh (Sheeran)                   | 190   | Rosclogher  | Rossinver             | Ballyshannon       |
| Ardakip Beg                        | 101   | Drumahaire  | Killanummery          | Manorhamilton      |
| Ardakip More                       | 199   | Drumahaire  | Killanummery          | Manorhamilton      |
| Ardcolum                           | 49    | Leitrim     | Kiltoghert            | Carrick on Shannon |
| Arderry                            | 236   | Carrigallen | Drumreilly            | Bawnboy            |
| Ardlougher                         | 140   | Leitrim     | Kiltoghert            | Carrick on Shannon |
| Ardlougher                         | 125   | Drumahaire  | Inishmagrath          | Manorhamilton      |
| Ardmeenan                          | 212   | Carrigallen | Oughteragh            | Bawnboy            |
| Ardmoneen                          | 364   | Drumahaire  | Cloonclare            | Manorhamilton      |
| Ardrum                             | 419   | Carrigallen | Oughteragh            | Bawnboy            |
| Ardunsaghan                        | 433   | Carrigallen | Drumreilly            | Bawnboy            |
| Ardvarney                          | 823   | Drumahaire  | Cloonclare            | Manorhamilton      |
| Ardvarney                          | 169   | Drumahaire  | Killanummery          | Manorhamilton      |
| Aroddy                             | 235   | Leitrim     | Fenagh                | Mohill             |
| Arroo                              | 371   | Rosclogher  | Rossinver             | Ballyshannon       |
| Askill                             | 496   | Rosclogher  | Rossinver             | Ballyshannon       |
| Attifinlay                         | 78    | Leitrim     | Kiltoghert            | Carrick on Shannon |
| Attimanus                          | 287   | Leitrim     | Mohill                | Mohill             |
| Attirory                           | 245   | Leitrim     | Kiltoghert            | Carrick on Shannon |
| Aughrim                            | 879   | Drumahaire  | Drumreilly            | Carrick on Shannon |
| Aughrim                            | 70    | Leitrim     | Kiltubbrid            | Carrick on Shannon |
| Aughrim                            | 125   | Drumahaire  | Inishmagrath          | Manorhamilton      |
| Aughriman                          | 174   | Leitrim     | Kiltoghert            | Carrick on Shannon |
| Aughriman South                    | 292   | Leitrim     | Kiltoghert            | Carrick on Shannon |
| Aughry                             | 126   | Mohill      | Annaduff              | Mohill             |
| Ballaghnabehy                      | 407   | Drumahaire  | Cloonclare            | Manorhamilton      |
| Ballinamore                        | Town  | Carrigallen | Oughteragh            | Bawnboy            |
| Ballinwing                         | 279   | Leitrim     | Kiltoghert            | Carrick on Shannon |
| Ballycalleen                       | 149   | Leitrim     | Fenagh                | Mohill             |
| Ballyglass                         | 301   | Rosclogher  | Killasnet             | Manorhamilton      |
| Ballymore                          | 158   | Rosclogher  | Rossinver             | Ballyshannon       |
| Ballynaboll                        | 351   | Drumahaire  | Drumlease             | Manorhamilton      |
| Ballynacleigh                      | 158   | Leitrim     | Kiltoghert            | Carrick on Shannon |
| Ballynameeltoge                    | 305   | Carrigallen | Oughteragh            | Bawnboy            |
| Ballynamony                        | 74    | Carrigallen | Carrigallen           | Bawnboy            |
| Ballynamony                        | 99    | Leitrim     | Kiltoghert            | Carrick on Suir    |
| Banagher                           | 416   | Drumahaire  | Drumlease             | Manorhamilton      |
| Bargowla                           | 288   | Drumahaire  | Inishmagrath          | Manorhamilton      |
| Barlear                            | 600   | Drumahaire  | Killarga              | Manorhamilton      |
| Barnameenagh                       | 1.492 | Leitrim     | Kiltoghert            | Carrick on Shannon |
| Barnameenagh West                  | 349   | Leitrim     | Kiltoghert            | Carrick on Suir    |
| Barr of Farrow                     | 844   | Drumahaire  | Cloonclare            | Manorhamilton      |
| Barr of Shancurragh                | 53    | Rosclogher  | Killasnet             | Manorhamilton      |
| Barracashlaun                      | 287   | Rosclogher  | Killasnet             | Manorhamilton      |
| Barrackpark                        | 30    | Rosclogher  | Killasnet             | Manorhamilton      |
| Barragh Beg                        | 60    | Drumahaire  | Inishmagrath          | Manorhamilton      |
| Barragh More                       | 144   | Drumahaire  | Inishmagrath          | Manorhamilton      |
| Barrs East                         | 436   | Drumahaire  | Cloonclare            | Manorhamilton      |
| Barrs West                         | 397   | Drumahaire  | Cloonclare            | Manorhamilton      |
| Bawn                               | 145   | Drumahaire  | Killanummery          | Manorhamilton      |
| Beagh                              | 725   | Drumahaire  | Killanummery          | Manorhamilton      |
| Beagh Beg                          | 265   | Carrigallen | Carrigallen           | Mohill             |
| Beagh More                         | 545   | Carrigallen | Carrigallen           | Mohill             |
| Beihy                              | 1.016 | Mohill      | Cloone                | Mohill             |
| Belhavel                           | 111   | Drumahaire  | Killarga              | Manorhamilton      |
| Bellagart                          | 87    | Leitrim     | Kiltoghert            | Carrick on Shannon |
| Bellageeher                        | 445   | Mohill      | Mohill                | Mohill             |
| Bellakiltyfea                      | 696   | Mohill      | Cloone                | Mohill             |
| Bellanaboy                         | 276   | Leitrim     | Kiltoghert            | Carrick on Shannon |
| Bilberry Island                    | 2     | Drumahaire  | Cloonclare            | Manorhamilton      |
| Blackgardens                       | 122   | Drumahaire  | Killarga              | Manorhamilton      |
| Blackmountain                      | 347   | Drumahaire  | Cloonclare            | Manorhamilton      |
| Blackrock                          | 233   | Leitrim     | Kiltoghert            | Carrick on Shannon |
| Bleankillew (o Furnace)            | 177   | Mohill      | Annaduff              | Mohill             |
| Boeeshil                           | 203   | Carrigallen | Drumreilly            | Bawnboy            |
| Boeeshil                           | 80    | Mohill      | Mohill                | Mohill             |
| Boggaun                            | 108   | Carrigallen | Oughteragh            | Bawnboy            |
| Boggaun                            | 984   | Drumahaire  | Cloonlogher           | Manorhamilton      |
| Boihy                              | 885   | Drumahaire  | Drumlease             | Manorhamilton      |
| Boleybaun                          | 193   | Drumahaire  | Inishmagrath          | Manorhamilton      |
| Boleyboy                           | 1.634 | Rosclogher  | Cloonclare            | Manorhamilton      |
| Boleybrack                         | 221   | Drumahaire  | Killarga              | Manorhamilton      |
| Boleymaguire                       | 858   | Drumahaire  | Inishmagrath          | Manorhamilton      |
| Bolganard                          | 74    | Carrigallen | Oughteragh            | Bawnboy            |
| Bomahas                            | 58    | Rosclogher  | Rossinver             | Ballyshannon       |
| Boneill                            | 150   | Mohill      | Fenagh                | Mohill             |
| Boyannagh                          | 465   | Rosclogher  | Rossinver             | Ballyshannon       |
| Brackary Beg                       | 302   | Rosclogher  | Killasnet             | Manorhamilton      |
| Brackary More                      | 314   | Rosclogher  | Killasnet             | Manorhamilton      |
| Branra                             | 60    | Leitrim     | Fenagh                | Mohill             |
| Braudphark                         | 236   | Drumahaire  | Inishmagrath          | Manorhamilton      |
| Breandrum (King)                   | 99    | Mohill      | Mohill                | Mohill             |
| Breandrum (Peyton)                 | 173   | Mohill      | Mohill                | Mohill             |
| Breanross                          | 125   | Mohill      | Mohill                | Mohill             |
| Breanross North                    | 244   | Mohill      | Cloone                | Mohill             |
| Breanross South                    | 299   | Mohill      | Cloone                | Mohill             |
| Bredagh                            | 230   | Carrigallen | Carrigallen           | Mohill             |
| Briscloonagh                       | 460   | Drumahaire  | Cloonclare            | Manorhamilton      |
| Brockagh                           | 28    | Drumahaire  | Killarga              | Manorhamilton      |
| Brockagh Lower                     | 243   | Drumahaire  | Cloonclare            | Manorhamilton      |
| Brockagh Upper                     | 250   | Drumahaire  | Cloonclare            | Manorhamilton      |
| Bronagh                            | 590   | Drumahaire  | Cloonclare            | Manorhamilton      |
| Brownhill and Cullen               | 212   | Carrigallen | Carrigallen           | Bawnboy            |
| Buckhill Barr                      | 193   | Drumahaire  | Cloonlogher           | Manorhamilton      |
| Buckode                            | 333   | Rosclogher  | Rossinver             | Ballyshannon       |
| Bundarragh                         | 176   | Carrigallen | Cloone                | Mohill             |
| Bundiveen                          | 38    | Drumahaire  | Inishmagrath          | Manorhamilton      |
| Bunduff                            | 47    | Rosclogher  | Rossinver             | Ballyshannon       |
| Bunkilleen                         | 89    | Mohill      | Mohill                | Mohill             |
| Bunny Beg                          | 254   | Leitrim     | Mohill                | Mohill             |
| Bunny More Lower                   | 51    | Leitrim     | Mohill                | Mohill             |
| Bunny More Upper                   | 95    | Leitrim     | Mohill                | Mohill             |
| Bunrevagh                          | 318   | Leitrim     | Kiltubbrid            | Carrick on Shannon |
| Caddagh Glebe                      | 216   | Drumahaire  | Killanummery          | Manorhamilton      |
| Caldragh                           | 92    | Leitrim     | Kiltoghert            | Carrick on Shannon |
| Calloughs                          | 260   | Carrigallen | Carrigallen           | Mohill             |
| Callowhill                         | 309   | Carrigallen | Oughteragh            | Bawnboy            |
| Camagh                             | 303   | Carrigallen | Oughteragh            | Bawnboy            |
| Camalt                             | 57    | Drumahaire  | Inishmagrath          | Manorhamilton      |
| Camderry                           | 786   | Drumahaire  | Cloonclare            | Manorhamilton      |
| Canbeg                             | 171   | Drumahaire  | Inishmagrath          | Manorhamilton      |
| Cankeel                            | 39    | Leitrim     | Annaduff              | Mohill             |
| Cannaboe                           | 129   | Carrigallen | Oughteragh            | Bawnboy            |
| Cappagh                            | 103   | Mohill      | Mohill                | Mohill             |
| Carntullagh                        | 616   | Drumahaire  | Drumreilly            | Carrick on Shannon |
| Carraun                            | 283   | Rosclogher  | Cloonclare            | Manorhamilton      |
| Carrick                            | 292   | Leitrim     | Annaduff              | Carrick on Shannon |
| Carrick                            | 108   | Leitrim     | Kiltubbrid            | Carrick on Shannon |
| Carrick                            | 82    | Mohill      | Mohill                | Mohill             |
| Carrick-on-Shannon (part)          | Town  | Leitrim     | Kiltoghert            | Carrick on Shannon |
| Carrickacroghery                   | 172   | Drumahaire  | Drumlease             | Manorhamilton      |
| Carrickanurroo                     | 190   | Drumahaire  | Drumlease             | Manorhamilton      |
| Carrickaport                       | 148   | Leitrim     | Kiltubbrid            | Carrick on Shannon |
| Carrickateane                      | 99    | Carrigallen | Carrigallen           | Bawnboy            |
| Carrickaveril                      | 21    | Leitrim     | Kiltoghert            | Carrick on Shannon |
| Carrickavoher                      | 476   | Carrigallen | Cloone                | Mohill             |
| Carrickbaun                        | 123   | Leitrim     | Kiltoghert            | Carrick on Shannon |
| Carrickeeny                        | 773   | Rosclogher  | Killasnet             | Manorhamilton      |
| Carrickevy                         | 58    | Leitrim     | Kiltoghert            | Carrick on Shannon |
| Carrickfad                         | 425   | Drumahaire  | Drumlease             | Manorhamilton      |
| Carrickgooan                       | 258   | Rosclogher  | Killasnet             | Manorhamilton      |
| Carrickleitrim                     | 307   | Drumahaire  | Cloonclare            | Manorhamilton      |
| Carrickmakeegan                    | 349   | Carrigallen | Drumreilly            | Bawnboy            |
| Carrickmurray                      | 55    | Drumahaire  | Killarga              | Manorhamilton      |
| Carricknabrack                     | 80    | Leitrim     | Kiltoghert            | Carrick on Shannon |
| Carrickoghil                       | 72    | Drumahaire  | Killarga              | Manorhamilton      |
| Carrickrevagh                      | 535   | Drumahaire  | Cloonclare            | Manorhamilton      |
| Carrickslavan                      | 124   | Leitrim     | Kiltoghert            | Carrick on Shannon |
| Carrigallen                        | Town  | Carrigallen | Carrigallen           | Mohill             |
| Carrigeen                          | 203   | Drumahaire  | Killanummery          | Manorhamilton      |
| Carrigeen                          | 203   | Mohill      | Mohill                | Mohill             |
| Carrigeencor                       | 900   | Drumahaire  | Drumlease             | Manorhamilton      |
| Carrigeengeare                     | 97    | Rosclogher  | Cloonclare            | Manorhamilton      |
| Carrowboy                          | 142   | Rosclogher  | Rossinver             | Ballyshannon       |
| Carrowcrin                         | 235   | Drumahaire  | Killanummery          | Manorhamilton      |
| Carrowduff                         | 155   | Rosclogher  | Rossinver             | Ballyshannon       |
| Carrowkeel                         | 128   | Rosclogher  | Rossinver             | Manorhamilton      |
| Carrowlaur                         | 103   | Drumahaire  | Inishmagrath          | Manorhamilton      |
| Carrownoona                        | 423   | Rosclogher  | Rossinver             | Ballyshannon       |
| Carrowrevagh                       | 368   | Rosclogher  | Rossinver             | Manorhamilton      |
| Cartown                            | 93    | Leitrim     | Kiltoghert            | Carrick on Shannon |
| Cartron                            | 145   | Drumahaire  | Drumlease             | Manorhamilton      |
| Cartron                            | 83    | Leitrim     | Mohill                | Mohill             |
| Cartronatemple                     | 188   | Rosclogher  | Killasnet             | Manorhamilton      |
| Cartronbeg                         | 43    | Drumahaire  | Inishmagrath          | Manorhamilton      |
| Cartrongibbagh                     | 348   | Rosclogher  | Rossinver             | Manorhamilton      |
| Cashel                             | 222   | Drumahaire  | Killanummery          | Manorhamilton      |
| Cashel                             | 350   | Mohill      | Mohill                | Mohill             |
| Cashelaveela                       | 287   | Rosclogher  | Cloonclare            | Manorhamilton      |
| Castlerogy                         | 150   | Carrigallen | Oughteragh            | Bawnboy            |
| Castletown                         | 67    | Rosclogher  | Killasnet             | Manorhamilton      |
| Cattan                             | 1.187 | Mohill      | Cloone                | Mohill             |
| Cavan                              | 148   | Drumahaire  | Inishmagrath          | Manorhamilton      |
| Cavan                              | 143   | Mohill      | Mohill                | Mohill             |
| Cherry Island                      | 3     | Carrigallen | Carrigallen           | Bawnboy            |
| Cherrybrook                        | 135   | Rosclogher  | Cloonclare            | Manorhamilton      |
| Church Island                      | 10    | Carrigallen | Carrigallen           | Bawnboy            |
| Churchfield                        | 6     | Leitrim     | Fenagh                | Mohill             |
| Clarashinnagh                      | 118   | Mohill      | Mohill                | Mohill             |
| Cleen                              | 266   | Drumahaire  | Killanummery          | Manorhamilton      |
| Cleenaghoo                         | 196   | Carrigallen | Oughteragh            | Bawnboy            |
| Cleendargan                        | 211   | Carrigallen | Oughteragh            | Bawnboy            |
| Cleggan                            | 34    | Drumahaire  | Cloonclare            | Manorhamilton      |
| Cleighragh                         | 560   | Rosclogher  | Rossinver             | Ballyshannon       |
| Cleighran                          | 246   | Drumahaire  | Killanummery          | Manorhamilton      |
| Cleighran Beg                      | 354   | Drumahaire  | Drumreilly            | Carrick on Shannon |
| Cleighran More                     | 368   | Drumahaire  | Drumreilly            | Carrick on Shannon |
| Cloghan                            | 179   | Rosclogher  | Rossinver             | Ballyshannon       |
| Clogher                            | 299   | Carrigallen | Oughteragh            | Bawnboy            |
| Clogher                            | 126   | Leitrim     | Kiltoghert            | Carrick on Shannon |
| Cloghlough                         | 228   | Carrigallen | Carrigallen           | Mohill             |
| Cloghmeen                          | 652   | Rosclogher  | Killasnet             | Manorhamilton      |
| Cloodrevagh                        | 27    | Rosclogher  | Rossinver             | Ballyshannon       |
| Cloodrumman Berg                   | 91    | Leitrim     | Fenagh                | Mohill             |
| Cloodrumman More                   | 108   | Leitrim     | Fenagh                | Mohill             |
| Cloonagh                           | 127   | Drumahaire  | Killarga              | Manorhamilton      |
| Cloonaghmore                       | 534   | Drumahaire  | Cloonclare            | Manorhamilton      |
| Cloonamurgal                       | 128   | Drumahaire  | Inishmagrath          | Manorhamilton      |
| Cloonaquin                         | 1.044 | Drumahaire  | Cloonlogher           | Manorhamilton      |
| Cloonawillin                       | 138   | Rosclogher  | Rossinver             | Ballyshannon       |
| Cloonbannive                       | 415   | Drumahaire  | Killanummery          | Manorhamilton      |
| Cloonbo                            | 156   | Mohill      | Mohill                | Mohill             |
| Cloonboniagh North                 | 165   | Mohill      | Mohill                | Mohill             |
| Cloonboniagh South                 | 471   | Mohill      | Mohill                | Mohill             |
| Cloonboygher                       | 398   | Carrigallen | Carrigallen           | Bawnboy            |
| Clooncabir                         | 381   | Mohill      | Mohill                | Mohill             |
| Clooncarreen                       | 835   | Mohill      | Mohill                | Mohill             |
| Cloonclare                         | 11    | Drumahaire  | Cloonclare            | Manorhamilton      |
| Cloonclivvy                        | 241   | Mohill      | Mohill                | Mohill             |
| Clooncoe                           | 672   | Mohill      | Cloone                | Mohill             |
| Clooncolry                         | 450   | Mohill      | Mohill                | Mohill             |
| Clooncorick                        | 372   | Carrigallen | Carrigallen           | Mohill             |
| Clooncose                          | 341   | Carrigallen | Carrigallen           | Bawnboy            |
| Clooncose                          | 406   | Mohill      | Cloone                | Mohill             |
| Clooncumber                        | 442   | Mohill      | Cloone                | Mohill             |
| Cloone                             | Town  | Mohill      | Cloone                | Mohill             |
| Cloone                             | 331   | Rosclogher  | Rossinver             | Ballyshannon       |
| Cloone                             | 391   | Mohill      | Cloone                | Mohill             |
| Clooneagh                          | 360   | Mohill      | Mohill                | Mohill             |
| Cloonee                            | 244   | Mohill      | Cloone                | Mohill             |
| Clooneen                           | 163   | Drumahaire  | Inishmagrath          | Manorhamilton      |
| Clooneen                           | 229   | Rosclogher  | Killasnet             | Manorhamilton      |
| Clooney                            | 199   | Leitrim     | Kiltubbrid            | Carrick on Shannon |
| Cloonfeacle                        | 60    | Leitrim     | Kiltoghert            | Carrick on Shannon |
| Cloonfinnan                        | 226   | Mohill      | Mohill                | Mohill             |
| Cloonlaughil                       | 559   | Mohill      | Cloone                | Mohill             |
| Cloonlaughil                       | 125   | Mohill      | Mohill                | Mohill             |
| Cloonlogher                        | 457   | Drumahaire  | Cloonlogher           | Manorhamilton      |
| Cloonmeone Lower                   | 123   | Drumahaire  | Inishmagrath          | Manorhamilton      |
| Cloonmeone Upper                   | 89    | Drumahaire  | Inishmagrath          | Manorhamilton      |
| Cloonmorris                        | 430   | Mohill      | Mohill                | Mohill             |
| Cloonmulligan                      | 71    | Leitrim     | Kiltoghert            | Carrick on Shannon |
| Cloonsheebane                      | 74    | Leitrim     | Kiltoghert            | Carrick on Shannon |
| Cloonsheerevagh                    | 54    | Leitrim     | Kiltoghert            | Carrick on Shannon |
| Cloontubbrid                       | 337   | Mohill      | Cloone                | Mohill             |
| Cloontumpher                       | 174   | Mohill      | Mohill                | Mohill             |
| Cloonturk                          | 350   | Mohill      | Mohill                | Mohill             |
| Cloonty                            | 579   | Rosclogher  | Rossinver             | Ballyshannon       |
| Cloontyprughlish                   | 681   | Rosclogher  | Rossinver             | Ballyshannon       |
| Cloverhill (o Corglass)            | 97    | Carrigallen | Oughteragh            | Bawnboy            |
| Coldrumman                         | 86    | Leitrim     | Fenagh                | Mohill             |
| Commons                            | 95    | Leitrim     | Fenagh                | Mohill             |
| Conaghil                           | 296   | Drumahaire  | Drumlease             | Manorhamilton      |
| Conray                             | 340   | Drumahaire  | Drumlease             | Manorhamilton      |
| Conray                             | 357   | Rosclogher  | Rossinver             | Manorhamilton      |
| Conwal North                       | 525   | Rosclogher  | Rossinver             | Manorhamilton      |
| Conwal South                       | 292   | Rosclogher  | Rossinver             | Manorhamilton      |
| Coolabaun                          | 143   | Mohill      | Mohill                | Mohill             |
| Coolcreeve                         | 70    | Leitrim     | Annaduff              | Carrick on Shannon |
| Coollegreane                       | 654   | Drumahaire  | Inishmagrath          | Manorhamilton      |
| Coolodonnell                       | 435   | Rosclogher  | Rossinver             | Manorhamilton      |
| Coragh                             | 212   | Carrigallen | Drumreilly            | Bawnboy            |
| Coranagh                           | 208   | Carrigallen | Carrigallen           | Mohill             |
| Coraughrim                         | 120   | Leitrim     | Kiltoghert            | Carrick on Shannon |
| Corbally                           | 72    | Leitrim     | Kiltoghert            | Carrick on Shannon |
| Corbeg                             | 79    | Rosclogher  | Rossinver             | Ballyshannon       |
| Corboghil                          | 169   | Leitrim     | Mohill                | Mohill             |
| Corchuill Lower                    | 111   | Drumahaire  | Inishmagrath          | Manorhamilton      |
| Corchuill Upper                    | 53    | Drumahaire  | Inishmagrath          | Manorhamilton      |
| Corcormick                         | 157   | Drumahaire  | Inishmagrath          | Manorhamilton      |
| Corcusconny                        | 376   | Drumahaire  | Killanummery          | Manorhamilton      |
| Corderry                           | 130   | Drumahaire  | Inishmagrath          | Manorhamilton      |
| Corderry                           | 208   | Drumahaire  | Killarga              | Manorhamilton      |
| Corderry (Morton)                  | 178   | Leitrim     | Kiltubbrid            | Carrick on Shannon |
| Corderry (Peyton)                  | 370   | Leitrim     | Kiltubbrid            | Carrick on Shannon |
| Cordiver                           | 273   | Rosclogher  | Rossinver             | Ballyshannon       |
| Corduff                            | 52    | Carrigallen | Drumreilly            | Bawnboy            |
| Corduff                            | 91    | Drumahaire  | Inishmagrath          | Manorhamilton      |
| Corduff                            | 234   | Mohill      | Annaduff              | Mohill             |
| Corduff                            | 94    | Mohill      | Mohill                | Mohill             |
| Corduff North                      | 250   | Carrigallen | Cloone                | Mohill             |
| Corduff South                      | 428   | Mohill      | Cloone                | Mohill             |
| Corduffhill                        | 23    | Mohill      | Mohill                | Mohill             |
| Corgallion                         | 51    | Mohill      | Mohill                | Mohill             |
| Corgar                             | 159   | Carrigallen | Oughteragh            | Bawnboy            |
| Corgar                             | 79    | Mohill      | Mohill                | Mohill             |
| Corglancey                         | 517   | Drumahaire  | Killanummery          | Manorhamilton      |
| Corglass                           | 423   | Carrigallen | Carrigallen           | Bawnboy            |
| Corglass                           | 141   | Drumahaire  | Drumreilly            | Carrick on Shannon |
| Corglass                           | 134   | Leitrim     | Kiltubbrid            | Carrick on Shannon |
| Corglass                           | 36    | Drumahaire  | Inishmagrath          | Manorhamilton      |
| Corglass                           | 1.034 | Rosclogher  | Killasnet             | Manorhamilton      |
| Corglass (o Cloverhill)            | 97    | Carrigallen | Oughteragh            | Bawnboy            |
| Corgloghan                         | 90    | Carrigallen | Drumreilly            | Bawnboy            |
| Corhawnagh                         | 68    | Leitrim     | Kiltoghert            | Carrick on Shannon |
| Corlaskagh                         | 116   | Leitrim     | Mohill                | Carrick on Shannon |
| Corlea                             | 148   | Leitrim     | Mohill                | Carrick on Shannon |
| Corlea                             | 614   | Rosclogher  | Rossinver             | Manorhamilton      |
| Corlisheen                         | 159   | Leitrim     | Annaduff              | Carrick on Shannon |
| Corlona                            | 79    | Leitrim     | Kiltoghert            | Carrick on Shannon |
| Corlough                           | 147   | Leitrim     | Kiltoghert            | Carrick on Shannon |
| Corlough                           | 221   | Leitrim     | Fenagh                | Mohill             |
| Corloughcahill                     | 175   | Drumahaire  | Inishmagrath          | Manorhamilton      |
| Corloughtomalty                    | 41    | Drumahaire  | Inishmagrath          | Manorhamilton      |
| Corlouglin                         | 91    | Leitrim     | Kiltoghert            | Carrick on Shannon |
| Cormeeltan                         | 78    | Leitrim     | Kiltoghert            | Carrick on Shannon |
| Cormongan                          | 197   | Leitrim     | Kiltoghert            | Carrick on Shannon |
| Cormore                            | 78    | Mohill      | Mohill                | Mohill             |
| Cornabroher                        | 120   | Carrigallen | Oughteragh            | Bawnboy            |
| Cornabrone                         | 207   | Leitrim     | Fenagh                | Mohill             |
| Cornacloy                          | 239   | Drumahaire  | Cloonclare            | Manorhamilton      |
| Cornacloy                          | 81    | Drumahaire  | Inishmagrath          | Manorhamilton      |
| Cornacorroo                        | 109   | Leitrim     | Kiltoghert            | Carrick on Shannon |
| Cornacranghy                       | 111   | Leitrim     | Kiltoghert            | Carrick on Shannon |
| Cornacreegh                        | 126   | Carrigallen | Oughteragh            | Bawnboy            |
| Cornacreeve                        | 47    | Carrigallen | Drumreilly            | Bawnboy            |
| Cornacreeve                        | 71    | Carrigallen | Oughteragh            | Bawnboy            |
| Cornaferst                         | 323   | Carrigallen | Carrigallen           | Mohill             |
| Cornafostra                        | 82    | Leitrim     | Fenagh                | Mohill             |
| Cornagawna                         | 258   | Rosclogher  | Rossinver             | Ballyshannon       |
| Cornageeha                         | 272   | Rosclogher  | Rossinver             | Ballyshannon       |
| Cornageeha                         | 128   | Drumahaire  | Drumreilly            | Carrick on Shannon |
| Cornageeha                         | 304   | Mohill      | Cloone                | Mohill             |
| Cornageeha                         | 74    | Leitrim     | Mohill                | Mohill             |
| Cornageeragh                       | 146   | Carrigallen | Oughteragh            | Bawnboy            |
| Cornagher                          | 567   | Mohill      | Cloone                | Mohill             |
| Cornaghy                           | 182   | Carrigallen | Carrigallen           | Mohill             |
| Cornagillagh                       | 90    | Leitrim     | Annaduff              | Carrick on Shannon |
| Cornagillagh                       | 618   | Rosclogher  | Killasnet             | Manorhamilton      |
| Cornagillagh                       | 287   | Mohill      | Mohill                | Mohill             |
| Cornaglah                          | 242   | Rosclogher  | Rossinver             | Ballyshannon       |
| Cornagon                           | 108   | Mohill      | Fenagh                | Mohill             |
| Cornagresha North                  | 70    | Mohill      | Mohill                | Mohill             |
| Cornagresha South                  | 69    | Mohill      | Mohill                | Mohill             |
| Cornaguillagh                      | 121   | Drumahaire  | Drumreilly            | Carrick on Shannon |
| Cornalaghta                        | 582   | Drumahaire  | Drumlease             | Manorhamilton      |
| Cornaleck                          | 88    | Leitrim     | Kiltubbrid            | Carrick on Shannon |
| Cornaman                           | 129   | Drumahaire  | Cloonclare            | Manorhamilton      |
| Cornamarve                         | 159   | Drumahaire  | Killarga              | Manorhamilton      |
| Cornamucklagh                      | 68    | Leitrim     | Kiltoghert            | Carrick on Shannon |
| Cornamucklagh                      | 213   | Carrigallen | Cloone                | Mohill             |
| Cornamucklagh North                | 266   | Drumahaire  | Drumreilly            | Carrick on Shannon |
| Cornamucklagh South                | 640   | Drumahaire  | Drumreilly            | Carrick on Shannon |
| Cornamuddagh                       | 96    | Leitrim     | Kiltoghert            | Carrick on Shannon |
| Cornaneane                         | 144   | Rosclogher  | Killasnet             | Manorhamilton      |
| Cornanvad                          | 210   | Mohill      | Fenagh                | Mohill             |
| Cornaroy                           | 394   | Leitrim     | Kiltoghert            | Carrick on Shannon |
| Cornashamsoge                      | 574   | Leitrim     | Kiltoghert            | Carrick on Shannon |
| Cornaslieve                        | 36    | Leitrim     | Kiltoghert            | Carrick on Shannon |
| Cornastauk                         | 460   | Drumahaire  | Cloonclare            | Manorhamilton      |
| Cornavannoge                       | 77    | Drumahaire  | Cloonclare            | Manorhamilton      |
| Cornee                             | 231   | Mohill      | Mohill                | Mohill             |
| Cornulla                           | 410   | Mohill      | Cloone                | Mohill             |
| Corrabarrack                       | 266   | Mohill      | Fenagh                | Mohill             |
| Corrabeagh                         | 190   | Leitrim     | Fenagh                | Mohill             |
| Corracaboon                        | 33    | Mohill      | Mohill                | Mohill             |
| Corracar                           | 97    | Carrigallen | Carrigallen           | Bawnboy            |
| Corrachole                         | 93    | Carrigallen | Oughteragh            | Bawnboy            |
| Corrachoosaun                      | 206   | Leitrim     | Fenagh                | Mohill             |
| Corrachuill                        | 92    | Leitrim     | Kiltoghert            | Carrick on Shannon |
| Corracloona                        | 741   | Rosclogher  | Cloonclare            | Manorhamilton      |
| Corracramph North                  | 44    | Leitrim     | Mohill                | Carrick on Shannon |
| Corracramph South                  | 413   | Mohill      | Mohill                | Carrick on Shannon |
| Corracreeny                        | 93    | Carrigallen | Carrigallen           | Mohill             |
| Corragoly                          | 30    | Mohill      | Fenagh                | Mohill             |
| Corrala                            | 232   | Carrigallen | Drumreilly            | Bawnboy            |
| Corralahan                         | 36    | Carrigallen | Drumreilly            | Bawnboy            |
| Corraleehan                        | 152   | Rosclogher  | Rossinver             | Manorhamilton      |
| Corraleskin                        | 314   | Rosclogher  | Rossinver             | Manorhamilton      |
| Corralustia                        | 156   | Drumahaire  | Inishmagrath          | Manorhamilton      |
| Corramahan                         | 279   | Carrigallen | Drumreilly            | Bawnboy            |
| Corramartin                        | 56    | Carrigallen | Oughteragh            | Bawnboy            |
| Corraneary                         | 594   | Carrigallen | Cloone                | Mohill             |
| Corraphort                         | 153   | Leitrim     | Fenagh                | Mohill             |
| Corrascoffy                        | 183   | Mohill      | Mohill                | Mohill             |
| Corrasmaghooil                     | 54    | Leitrim     | Kiltubbrid            | Carrick on Shannon |
| Corrasra                           | 243   | Drumahaire  | Killarga              | Manorhamilton      |
| Corratawy                          | 168   | Drumahaire  | Killarga              | Manorhamilton      |
| Corraterriff North                 | 28    | Mohill      | Mohill                | Mohill             |
| Corraterriff South                 | 80    | Mohill      | Mohill                | Mohill             |
| Corratimore Glebe                  | 583   | Drumahaire  | Killanummery          | Manorhamilton      |
| Corrawaleen                        | 358   | Carrigallen | Drumreilly            | Bawnboy            |
| Corraweehil Glebe                  | 153   | Drumahaire  | Inishmagrath          | Manorhamilton      |
| Correen                            | 193   | Leitrim     | Kiltoghert            | Carrick on Shannon |
| Correish                           | 125   | Leitrim     | Annaduff              | Mohill             |
| Corriga                            | 545   | Carrigallen | Cloone                | Mohill             |
| Corrudda                           | 215   | Drumahaire  | Drumlease             | Manorhamilton      |
| Corry                              | 264   | Drumahaire  | Inishmagrath          | Manorhamilton      |
| Corry Island                       | 4     | Drumahaire  | Inishmagrath          | Manorhamilton      |
| Corry Mountain (o Seltannasaggart) | 131   | Drumahaire  | Inishmagrath          | Manorhamilton      |
| Corryard                           | 55    | Leitrim     | Kiltoghert            | Carrick on Shannon |
| Corrycullen                        | 159   | Drumahaire  | Drumlease             | Manorhamilton      |
| Corryolus                          | 157   | Leitrim     | Kiltoghert            | Carrick on Shannon |
| Cortober                           | 558   | Drumahaire  | Drumreilly            | Carrick on Shannon |
| Costrea                            | 221   | Leitrim     | Fenagh                | Mohill             |
| Crane Island                       | 1     | Carrigallen | Carrigallen           | Bawnboy            |
| Crannoge Island                    | 1     | Drumahaire  | Cloonclare            | Manorhamilton      |
| Creenagh                           | 137   | Leitrim     | Kiltoghert            | Carrick on Shannon |
| Creenagh                           | 343   | Mohill      | Cloone                | Mohill             |
| Creevaghern Island                 | 1     | Drumahaire  | Cloonclare            | Manorhamilton      |
| Creevelea                          | 206   | Rosclogher  | Rossinver             | Ballyshannon       |
| Creevelea                          | 57    | Drumahaire  | Killanummery          | Manorhamilton      |
| Creevy                             | 290   | Carrigallen | Oughteragh            | Bawnboy            |
| Crey                               | 83    | Leitrim     | Kiltoghert            | Carrick on Shannon |
| Crickeen                           | 38    | Leitrim     | Annaduff              | Carrick on Shannon |
| Crockawaddy                        | 161   | Carrigallen | Drumreilly            | Bawnboy            |
| Crockeen                           | 141   | Carrigallen | Drumreilly            | Bawnboy            |
| Cromlin                            | 158   | Carrigallen | Oughteragh            | Bawnboy            |
| Crossdrumman                       | 114   | Mohill      | Mohill                | Mohill             |
| Crummy                             | 252   | Leitrim     | Kiltubbrid            | Carrick on Shannon |
| Crumpaun                           | 282   | Rosclogher  | Rossinver             | Ballyshannon       |
| Cuillagh                           | 215   | Leitrim     | Fenagh                | Mohill             |
| Cuilmore                           | 302   | Carrigallen | Drumreilly            | Bawnboy            |
| Cuilmore                           | 97    | Mohill      | Annaduff              | Mohill             |
| Cuiltia                            | 85    | Drumahaire  | Drumreilly            | Carrick on Shannon |
| Cuilties                           | 47    | Drumahaire  | Cloonclare            | Manorhamilton      |
| Cullen and Brownhill               | 212   | Carrigallen | Carrigallen           | Bawnboy            |
| Cullentragh                        | 375   | Drumahaire  | Cloonclare            | Manorhamilton      |
| Cullies                            | 270   | Carrigallen | Carrigallen           | Mohill             |
| Cullionboy                         | 435   | Rosclogher  | Killasnet             | Manorhamilton      |
| Cully                              | 138   | Carrigallen | Drumreilly            | Bawnboy            |
| Cunnion                            | 124   | Drumahaire  | Killarga              | Manorhamilton      |
| Curragha                           | 180   | Leitrim     | Kiltubbrid            | Carrick on Shannon |
| Curragha                           | 167   | Mohill      | Mohill                | Mohill             |
| Curraghaboy                        | 174   | Carrigallen | Carrigallen           | Bawnboy            |
| Curraghan                          | 275   | Drumahaire  | Drumlease             | Manorhamilton      |
| Curraghashillaun                   | 76    | Carrigallen | Oughteragh            | Bawnboy            |
| Curraghatawy                       | 253   | Carrigallen | Drumreilly            | Bawnboy            |
| Curraghfore                        | 53    | Drumahaire  | Cloonclare            | Manorhamilton      |
| Curraghfore                        | 203   | Rosclogher  | Killasnet             | Manorhamilton      |
| Curraghmartin                      | 123   | Leitrim     | Annaduff              | Carrick on Shannon |
| Curraghnabania                     | 620   | Carrigallen | Oughteragh            | Bawnboy            |
| Curraghnawall                      | 235   | Carrigallen | Oughteragh            | Bawnboy            |
| Curraghoaghry                      | 97    | Leitrim     | Mohill                | Mohill             |
| Curraghs North                     | 87    | Drumahaire  | Inishmagrath          | Manorhamilton      |
| Curraghs South                     | 75    | Drumahaire  | Inishmagrath          | Manorhamilton      |
| Curraun                            | 475   | Mohill      | Mohill                | Mohill             |
| Curry                              | 157   | Drumahaire  | Killarga              | Manorhamilton      |
| Darkvalley                         | 81    | Drumahaire  | Killarga              | Manorhamilton      |
| Deerpark                           | 286   | Rosclogher  | Killasnet             | Manorhamilton      |
| Deffier                            | 569   | Leitrim     | Kiltoghert            | Carrick on Shannon |
| Dergvone                           | 1.515 | Drumahaire  | Killarga              | Manorhamilton      |
| Dernahelty Beg                     | 70    | Carrigallen | Oughteragh            | Bawnboy            |
| Dernahelty More                    | 464   | Carrigallen | Oughteragh            | Bawnboy            |
| Dernasmallan                       | 231   | Carrigallen | Oughteragh            | Bawnboy            |
| Derradda                           | 258   | Carrigallen | Drumreilly            | Bawnboy            |
| Derreen                            | 119   | Leitrim     | Annaduff              | Carrick on Shannon |
| Derreen                            | 139   | Leitrim     | Fenagh                | Mohill             |
| Derreen                            | 223   | Mohill      | Mohill                | Mohill             |
| Derreen (Johnston)                 | 740   | Leitrim     | Kiltubbrid            | Carrick on Shannon |
| Derreen (Lloyd)                    | 100   | Leitrim     | Kiltubbrid            | Carrick on Shannon |
| Derreen (Southwell)                | 20    | Leitrim     | Kiltubbrid            | Carrick on Shannon |
| Derreenageer                       | 144   | Drumahaire  | Drumreilly            | Carrick on Shannon |
| Derreens                           | 149   | Drumahaire  | Inishmagrath          | Manorhamilton      |
| Derrinaher                         | 151   | Drumahaire  | Killanummery          | Manorhamilton      |
| Derrindangan                       | 91    | Drumahaire  | Inishmagrath          | Manorhamilton      |
| Derrindrehid                       | 287   | Carrigallen | Cloone                | Mohill             |
| Derrinivver                        | 147   | Carrigallen | Drumreilly            | Bawnboy            |
| Derrinkeher (Brady)                | 120   | Carrigallen | Oughteragh            | Bawnboy            |
| Derrinkeher (McDonnell)            | 233   | Carrigallen | Oughteragh            | Bawnboy            |
| Derrinkeher (Raycroft)             | 310   | Carrigallen | Oughteragh            | Bawnboy            |
| Derrinkip                          | 105   | Leitrim     | Fenagh                | Mohill             |
| Derrinloughan                      | 736   | Rosclogher  | Rossinver             | Ballyshannon       |
| Derrintawny                        | 200   | Drumahaire  | Killarga              | Manorhamilton      |
| Derrintawny Glebe                  | 126   | Drumahaire  | Inishmagrath          | Manorhamilton      |
| Derrintober                        | 192   | Leitrim     | Kiltoghert            | Carrick on Shannon |
| Derrintonny                        | 159   | Leitrim     | Kiltoghert            | Carrick on Shannon |
| Derrinurn                          | 121   | Drumahaire  | Inishmagrath          | Manorhamilton      |
| Derrinvoher                        | 96    | Drumahaire  | Inishmagrath          | Manorhamilton      |
| Derrinvoney Lower                  | 128   | Drumahaire  | Inishmagrath          | Manorhamilton      |
| Derrinvoney Upper                  | 126   | Drumahaire  | Inishmagrath          | Manorhamilton      |
| Derrinweer                         | 115   | Drumahaire  | Inishmagrath          | Manorhamilton      |
| Derrinwillin                       | 154   | Drumahaire  | Drumreilly            | Carrick on Shannon |
| Derrinwillin Glebe                 | 123   | Drumahaire  | Inishmagrath          | Manorhamilton      |
| Derrybofin                         | 91    | Drumahaire  | Inishmagrath          | Manorhamilton      |
| Derrybrack                         | 195   | Leitrim     | Annaduff              | Carrick on Shannon |
| Derrybrisk                         | 175   | Drumahaire  | Killanummery          | Manorhamilton      |
| Derrycarne Demesne                 | 365   | Mohill      | Annaduff              | Mohill             |
| Derrycullinan                      | 150   | Drumahaire  | Inishmagrath          | Manorhamilton      |
| Derrycullinan Beg                  | 18    | Drumahaire  | Inishmagrath          | Manorhamilton      |
| Derryduff                          | 155   | Rosclogher  | Rossinver             | Ballyshannon       |
| Derrygoan                          | 230   | Carrigallen | Drumreilly            | Bawnboy            |
| Derryhallagh                       | 211   | Leitrim     | Kiltoghert            | Carrick on Shannon |
| Derryheck                          | 495   | Rosclogher  | Rossinver             | Ballyshannon       |
| Derrylahan                         | 85    | Carrigallen | Carrigallen           | Bawnboy            |
| Derrylaur                          | 93    | Leitrim     | Annaduff (Annaghduff) | Carrick on Shannon |
| Derrylustin                        | 168   | Drumahaire  | Inishmagrath          | Manorhamilton      |
| Derrymacoffin                      | 119   | Leitrim     | Fenagh                | Mohill             |
| Derrynahimmirk                     | 450   | Rosclogher  | Rossinver             | Manorhamilton      |
| Derrynahinch                       | 78    | Drumahaire  | Inishmagrath          | Manorhamilton      |
| Derrynahona                        | 129   | Drumahaire  | Drumreilly            | Carrick on Shannon |
| Derrynalurgan                      | 43    | Drumahaire  | Inishmagrath          | Manorhamilton      |
| Derrynaseer                        | 550   | Rosclogher  | Rossinver             | Ballyshannon       |
| Derrynaseer                        | 135   | Leitrim     | Kiltoghert            | Carrick on Shannon |
| Derrynawana                        | 211   | Carrigallen | Oughteragh            | Bawnboy            |
| Derryniggin                        | 206   | Carrigallen | Carrigallen           | Bawnboy            |
| Derryoughter                       | 189   | Leitrim     | Annaduff (Annaghduff) | Carrick on Shannon |
| Derryteigeroe                      | 98    | Leitrim     | Kiltoghert            | Carrick on Shannon |
| Derryvalannagher Glebe             | 131   | Drumahaire  | Inishmagrath          | Manorhamilton      |
| Derrywillow                        | 307   | Mohill      | Annaduff              | Mohill             |
| Diffin                             | 155   | Carrigallen | Cloone                | Mohill             |
| Diffreen                           | 715   | Rosclogher  | Killasnet             | Manorhamilton      |
| Donagh Beg                         | 169   | Drumahaire  | Cloonclare            | Manorhamilton      |
| Donagh More                        | 197   | Drumahaire  | Cloonclare            | Manorhamilton      |
| Dooard                             | 144   | Rosclogher  | Rossinver             | Ballyshannon       |
| Doobally                           | 387   | Rosclogher  | Rossinver             | Ballyshannon       |
| Doochorran                         | 235   | Carrigallen | Drumreilly            | Bawnboy            |
| Doolargy Glebe                     | 136   | Drumahaire  | Inishmagrath          | Manorhamilton      |
| Doonarah                           | 157   | Mohill      | Mohill                | Mohill             |
| Doonkelly                          | 334   | Drumahaire  | Drumlease             | Manorhamilton      |
| Doonmorgan                         | 92    | Drumahaire  | Drumlease             | Manorhamilton      |
| Doora                              | 86    | Mohill      | Annaduff              | Mohill             |
| Doostroke                          | 89    | Rosclogher  | Rossinver             | Ballyshannon       |
| Dorrusawillin                      | 92    | Leitrim     | Kiltoghert            | Carrick on Shannon |
| Drimna                             | 113   | Mohill      | Mohill                | Mohill             |
| Driny                              | 293   | Leitrim     | Kiltubbrid            | Carrick on Shannon |
| Drishoge                           | 38    | Leitrim     | Annaduff              | Carrick on Shannon |
| Dristernan                         | 135   | Leitrim     | Annaduff              | Carrick on Shannon |
| Dristernaun                        | 66    | Leitrim     | Kiltoghert            | Carrick on Shannon |
| Dromore                            | 164   | Carrigallen | Oughteragh            | Bawnboy            |
| Dromore                            | 125   | Leitrim     | Kiltoghert            | Carrick on Shannon |
| Dromore                            | 159   | Drumahaire  | Killanummery          | Manorhamilton      |
| Dromore                            | 64    | Rosclogher  | Killasnet             | Manorhamilton      |
| Dromore                            | 154   | Carrigallen | Cloone                | Mohill             |
| Drumacolla                         | 72    | Rosclogher  | Rossinver             | Ballyshannon       |
| Drumad (Beirne)                    | 112   | Leitrim     | Kiltubbrid            | Carrick on Shannon |
| Drumad (Moran)                     | 129   | Leitrim     | Kiltubbrid            | Carrick on Shannon |
| Drumadorn                          | 311   | Mohill      | Cloone                | Mohill             |
| Drumadykey                         | 57    | Leitrim     | Kiltubbrid            | Carrick on Shannon |
| Drumahaire                         | 123   | Drumahaire  | Drumlease             | Manorhamilton      |
| Drumahira                          | 71    | Carrigallen | Drumreilly            | Bawnboy            |
| Drumaleague                        | 153   | Leitrim     | Kiltubbrid            | Carrick on Shannon |
| Drumanure                          | 169   | Rosclogher  | Rossinver             | Ballyshannon       |
| Drumanure                          | 206   | Carrigallen | Carrigallen           | Bawnboy            |
| Drumany                            | 98    | Carrigallen | Oughteragh            | Bawnboy            |
| Drumany                            | 111   | Leitrim     | Kiltubbrid            | Carrick on Shannon |
| Drumany                            | 104   | Drumahaire  | Killanummery          | Manorhamilton      |
| Drumany (O'Brien)                  | 126   | Mohill      | Fenagh                | Mohill             |
| Drumany (o Beirne)                 | 122   | Carrigallen | Fenagh                | Bawnboy            |
| Drumany (Tenants)                  | 106   | Mohill      | Fenagh                | Mohill             |
| Drumany Glebe                      | 158   | Drumahaire  | Killarga              | Manorhamilton      |
| Drumaragh                          | 181   | Leitrim     | Kiltubbrid            | Carrick on Shannon |
| Drumard (Jones)                    | 393   | Mohill      | Mohill                | Mohill             |
| Drumard (Magerraun)                | 452   | Mohill      | Mohill                | Mohill             |
| Drumarigna                         | 123   | Carrigallen | Drumreilly            | Bawnboy            |
| Drumaweel Glebe                    | 163   | Leitrim     | Kiltubbrid            | Carrick on Shannon |
| Drumbad                            | 170   | Carrigallen | Oughteragh            | Bawnboy            |
| Drumbad                            | 159   | Mohill      | Cloone                | Mohill             |
| Drumbeighra                        | 160   | Mohill      | Mohill                | Mohill             |
| Drumbibe                           | 196   | Carrigallen | Oughteragh            | Bawnboy            |
| Drumbinnis                         | 106   | Carrigallen | Cloone                | Mohill             |
| Drumboher                          | 286   | Mohill      | Cloone                | Mohill             |
| Drumboy                            | 254   | Mohill      | Mohill                | Mohill             |
| Drumbrahade                        | 120   | Drumahaire  | Inishmagrath          | Manorhamilton      |
| Drumbranned                        | 145   | Leitrim     | Kiltubbrid            | Carrick on Shannon |
| Drumbrecanlis                      | 497   | Carrigallen | Carrigallen           | Mohill             |
| Drumbrick                          | 73    | Carrigallen | Drumreilly            | Bawnboy            |
| Drumbullog                         | 153   | Leitrim     | Kiltubbrid            | Carrick on Shannon |
| Drumcanon                          | 160   | Carrigallen | Carrigallen           | Mohill             |
| Drumcarra                          | 180   | Leitrim     | Fenagh                | Mohill             |
| Drumcashel                         | 477   | Rosclogher  | Rossinver             | Ballyshannon       |
| Drumcashlagh                       | 135   | Drumahaire  | Killarga              | Manorhamilton      |
| Drumcattan                         | 206   | Leitrim     | Fenagh                | Mohill             |
| Drumcollagan                       | 261   | Mohill      | Mohill                | Mohill             |
| Drumcollop                         | 185   | Mohill      | Fenagh                | Mohill             |
| Drumcong                           | 142   | Leitrim     | Kiltubbrid            | Carrick on Shannon |
| Drumconlevan                       | 107   | Carrigallen | Drumreilly            | Bawnboy            |
| Drumconny                          | 477   | Mohill      | Cloone                | Mohill             |
| Drumconor                          | 349   | Drumahaire  | Killanummery          | Manorhamilton      |
| Drumcoora                          | 97    | Leitrim     | Kiltoghert            | Carrick on Shannon |
| Drumcoora                          | 86    | Mohill      | Annaduff              | Mohill             |
| Drumcoura                          | 706   | Carrigallen | Drumreilly            | Bawnboy            |
| Drumcree                           | 185   | Mohill      | Annaduff              | Carrick on Shannon |
| Drumcroman                         | 313   | Carrigallen | Oughteragh            | Bawnboy            |
| Drumcroman                         | 145   | Leitrim     | Kiltoghert            | Carrick on Shannon |
| Drumcromaun                        | 96    | Leitrim     | Kiltubbrid            | Carrick on Shannon |
| Drumcroy                           | 109   | Mohill      | Mohill                | Mohill             |
| Drumcullion                        | 202   | Carrigallen | Drumreilly            | Bawnboy            |
| Drumdarkan                         | 278   | Mohill      | Cloone                | Mohill             |
| Drumdart                           | 134   | Leitrim     | Mohill                | Mohill             |
| Drumdartan Glebe                   | 147   | Carrigallen | Oughteragh            | Bawnboy            |
| Drumderg                           | 200   | Carrigallen | Drumreilly            | Bawnboy            |
| Drumderg                           | 141   | Leitrim     | Kiltoghert            | Carrick on Shannon |
| Drumderg                           | 127   | Drumahaire  | Killarga              | Manorhamilton      |
| Drumderglin                        | 393   | Carrigallen | Carrigallen           | Mohill             |
| Drumdiffer                         | 407   | Carrigallen | Drumreilly            | Bawnboy            |
| Drumdillure                        | 67    | Rosclogher  | Killasnet             | Manorhamilton      |
| Drumdoo                            | 239   | Mohill      | Mohill                | Mohill             |
| Drumduff                           | 115   | Leitrim     | Kiltoghert            | Carrick on Shannon |
| Drumduff                           | 39    | Leitrim     | Kiltoghert            | Carrick on Shannon |
| Drumduff                           | 203   | Drumahaire  | Killanummery          | Manorhamilton      |
| Drumduffy                          | 184   | Drumahaire  | Killarga              | Manorhamilton      |
| Drumeanan Beg                      | 67    | Leitrim     | Fenagh                | Mohill             |
| Drumeanan More                     | 95    | Leitrim     | Fenagh                | Mohill             |
| Drumeela                           | 154   | Carrigallen | Carrigallen           | Bawnboy            |
| Drumercross                        | 98    | Carrigallen | Carrigallen           | Bawnboy            |
| Drumergoole                        | 249   | Carrigallen | Carrigallen           | Bawnboy            |
| Drumerkeane                        | 528   | Carrigallen | Cloone                | Mohill             |
| Drumgane                           | 113   | Rosclogher  | Rossinver             | Manorhamilton      |
| Drumgarn                           | 101   | Mohill      | Mohill                | Mohill             |
| Drumgeaglom                        | 157   | Leitrim     | Kiltoghert            | Carrick on Shannon |
| Drumgilra                          | 116   | Leitrim     | Annaduff              | Carrick on Shannon |
| Drumgilra                          | 372   | Mohill      | Cloone                | Mohill             |
| Drumgorman                         | 224   | Leitrim     | Kiltoghert            | Carrick on Shannon |
| Drumgowla                          | 245   | Leitrim     | Kiltoghert            | Carrick on Shannon |
| Drumgowla                          | 454   | Mohill      | Cloone                | Mohill             |
| Drumgownagh                        | 191   | Carrigallen | Oughteragh            | Bawnboy            |
| Drumgownagh                        | 190   | Leitrim     | Kiltoghert            | Carrick on Shannon |
| Drumgownagh                        | 462   | Mohill      | Cloone                | Mohill             |
| Drumgownagh                        | 258   | Leitrim     | Mohill                | Mohill             |
| Drumgrania                         | 335   | Mohill      | Cloone                | Mohill             |
| Drumgud                            | 79    | Leitrim     | Kiltubbrid            | Carrick on Shannon |
| Drumgunny                          | 218   | Carrigallen | Cloone                | Mohill             |
| Drumhaire                          | Town  | Drumahaire  | Drumlease             | Manorhamilton      |
| Drumhallagh                        | 419   | Mohill      | Cloone                | Mohill             |
| Drumhalry                          | 194   | Carrigallen | Carrigallen           | Bawnboy            |
| Drumhalwy                          | 31    | Leitrim     | Kiltoghert            | Carrick on Shannon |
| Drumhany                           | 77    | Mohill      | Mohill                | Mohill             |
| Drumhany North                     | 109   | Mohill      | Mohill                | Mohill             |
| Drumhany South                     | 291   | Mohill      | Mohill                | Mohill             |
| Drumharkan                         | 162   | Leitrim     | Fenagh                | Mohill             |
| Drumharkan Glebe                   | 569   | Mohill      | Clone                 | Mohill             |
| Drumhass                           | 257   | Mohill      | Cloone                | Mohill             |
| Drumhauver                         | 89    | Leitrim     | Kiltoghert            | Carrick on Shannon |
| Drumheckil                         | 91    | Leitrim     | Kiltoghert            | Carrick on Shannon |
| Drumherriff                        | 212   | Leitrim     | Kiltoghert            | Carrick on Shannon |
| Drumhierny                         | 216   | Leitrim     | Kiltoghert            | Carrick on Shannon |
| Drumhirk                           | 348   | Mohill      | Cloone                | Mohill             |
| Drumhirk                           | 90    | Mohill      | Mohill                | Mohill             |
| Drumhubbrid                        | 157   | Leitrim     | Kiltubbrid            | Carrick on Shannon |
| Drumillion                         | 71    | Drumahaire  | Killarga              | Manorhamilton      |
| Druminalass                        | 133   | Drumahaire  | Drumreilly            | Carrick on Shannon |
| Druminargid                        | 164   | Rosclogher  | Rossinver             | Manorhamilton      |
| Drumineigh Glebe                   | 150   | Leitrim     | Kiltubbrid            | Carrick on Shannon |
| Drumingna                          | 205   | Leitrim     | Kiltubbrid            | Carrick on Shannon |
| Druminshin                         | 32    | Drumahaire  | Cloonclare            | Manorhamilton      |
| Druminshin Glebe                   | 667   | Carrigallen | Carrigallen           | Mohill             |
| Druminshingore                     | 408   | Carrigallen | Carrigallen           | Bawnboy            |
| Druminuff                          | 113   | Carrigallen | Carrigallen           | Bawnboy            |
| Drumkeel                           | 155   | Drumahaire  | Killarga              | Manorhamilton      |
| Drumkeelan                         | 200   | Leitrim     | Kiltubbrid            | Carrick on Shannon |
| Drumkeelan Beg                     | 120   | Leitrim     | Kiltoghert            | Carrick on Shannon |
| Drumkeelan More                    | 123   | Leitrim     | Kiltoghert            | Carrick on Shannon |
| Drumkeelwick                       | 157   | Carrigallen | Carrigallen           | Mohill             |
| Drumkeen                           | 242   | Carrigallen | Oughteragh            | Bawnboy            |
| Drumkeeran                         | Town  | Drumahaire  | Inishmagrath          | Manorhamilton      |
| Drumkeeran                         | 149   | Leitrim     | Kiltoghert            | Carrick on Shannon |
| Drumkeeran                         | 43    | Drumahaire  | Inishmagrath          | Manorhamilton      |
| Drumkeeran                         | 113   | Leitrim     | Annaduff              | Mohill             |
| Drumkeilvy                         | 462   | Mohill      | Cloone                | Mohill             |
| Drumkilla                          | 112   | Mohill      | Mohill                | Mohill             |
| Drumkilleen                        | 100   | Mohill      | Mohill                | Mohill             |
| Drumkirwan                         | 129   | Leitrim     | Fenagh                | Mohill             |
| Drumlaggagh                        | 197   | Mohill      | Cloone                | Mohill             |
| Drumlaheen                         | 402   | Leitrim     | Fenagh                | Mohill             |
| Drumlara                           | 177   | Mohill      | Mohill                | Mohill             |
| Drumlea                            | 340   | Carrigallen | Drumreilly            | Bawnboy            |
| Drumleague                         | 295   | Leitrim     | Kiltoghert            | Carrick on Shannon |
| Drumlease                          | 221   | Drumahaire  | Drumlease             | Manorhamilton      |
| Drumleevan                         | 209   | Carrigallen | Carrigallen           | Bawnboy            |
| Drumliffin Glebe                   | 182   | Leitrim     | Kiltoghert            | Carrick on Shannon |
| Drumlitten (Besborough)            | 48    | Leitrim     | Fenagh                | Mohill             |
| Drumlitten (King)                  | 57    | Leitrim     | Fenagh                | Mohill             |
| Drumlom                            | 166   | Mohill      | Annaduff              | Mohill             |
| Drumlonan                          | 131   | Carrigallen | Oughteragh            | Bawnboy            |
| Drumloona                          | 133   | Carrigallen | Carrigallen           | Bawnboy            |
| Drumlowan                          | 138   | Mohill      | Mohill                | Mohill             |
| Drumlumman                         | 135   | Leitrim     | Kiltoghert            | Carrick on Shannon |
| Drumlumman Glebe                   | 68    | Drumahaire  | Killarga              | Manorhamilton      |
| Drummagh                           | 80    | Leitrim     | Kiltoghert            | Carrick on Shannon |
| Drummahan                          | 244   | Rosclogher  | Killasnet             | Manorhamilton      |
| Drummanacappul                     | 61    | Drumahaire  | Inishmagrath          | Manorhamilton      |
| Drummanasooan                      | 85    | Drumahaire  | Inishmagrath          | Manorhamilton      |
| Drummanbane                        | 168   | Carrigallen | Cloone                | Mohill             |
| Drummanfaughnan                    | 159   | Drumahaire  | Inishmagrath          | Manorhamilton      |
| Drummangarvagh                     | 48    | Drumahaire  | Inishmagrath          | Manorhamilton      |
| Drummans                           | 210   | Rosclogher  | Rossinver             | Ballyshannon       |
| Drummans                           | 197   | Rosclogher  | Killasnet             | Manorhamilton      |
| Drummans Island                    | 1     | Drumahaire  | Inishmagrath          | Manorhamilton      |
| Drummans Lower                     | 185   | Drumahaire  | Inishmagrath          | Manorhamilton      |
| Drummans Upper                     | 124   | Drumahaire  | Inishmagrath          | Manorhamilton      |
| Drummaunroe                        | 77    | Leitrim     | Kiltoghert            | Carrick on Shannon |
| Drummeen                           | 219   | Mohill      | Cloone                | Mohill             |
| Drummucker                         | 149   | Carrigallen | Carrigallen           | Bawnboy            |
| Drummury                           | 160   | Drumahaire  | Killanummery          | Manorhamilton      |
| Drumna                             | 243   | Mohill      | Cloone                | Mohill             |
| Drumnacot                          | 109   | Leitrim     | Annaduff              | Carrick on Shannon |
| Drumnacross                        | 105   | Rosclogher  | Killasnet             | Manorhamilton      |
| Drumnadober                        | 228   | Leitrim     | Kiltoghert            | Carrick on Shannon |
| Drumnafinnila                      | 141   | Drumahaire  | Drumreilly            | Carrick on Shannon |
| Drumnafinnila Barr                 | 251   | Drumahaire  | Drumreilly            | Carrick on Shannon |
| Drumnid                            | 159   | Mohill      | Mohill                | Mohill             |
| Drumod                             | Town  | Mohill      | Annaduff              | Mohill             |
| Drumod Beg                         | 245   | Mohill      | Annaduff              | Mohill             |
| Drumod More                        | 248   | Mohill      | Annaduff              | Mohill             |
| Drumoghty Beg                      | 104   | Mohill      | Mohill                | Mohill             |
| Drumoghty More                     | 93    | Mohill      | Mohill                | Mohill             |
| Drumoula                           | 106   | Leitrim     | Mohill                | Mohill             |
| Drumparsons                        | 54    | Leitrim     | Kiltubbrid            | Carrick on Shannon |
| Drumrackan                         | 278   | Carrigallen | Oughteragh            | Bawnboy            |
| Drumraghool North                  | 207   | Mohill      | Mohill                | Mohill             |
| Drumraghool South                  | 221   | Mohill      | Mohill                | Mohill             |
| Drumrahan                          | 191   | Leitrim     | Mohill                | Mohill             |
| Drumraine Glebe                    | 222   | Carrigallen | Oughteragh            | Mohill             |
| Drumrane                           | 286   | Drumahaire  | Killanummery          | Manorhamilton      |
| Drumreask                          | 93    | Mohill      | Mohill                | Mohill             |
| Drumregan                          | 140   | Mohill      | Mohill                | Mohill             |
| Drumreilly                         | 253   | Carrigallen | Drumreilly            | Bawnboy            |
| Drumrewy                           | 149   | Drumahaire  | Inishmagrath          | Manorhamilton      |
| Drumristin                         | 419   | Drumahaire  | Drumreilly            | Carrick on Shannon |
| Drumroosk North                    | 201   | Leitrim     | Fenagh                | Mohill             |
| Drumroosk South                    | 177   | Leitrim     | Fenagh                | Mohill             |
| Drumruekill                        | 194   | Leitrim     | Kiltubbrid            | Carrick on Shannon |
| Drumshanbo                         | Town  | Leitrim     | Kiltoghert            | Carrick-on-Shannon |
| Drumshanbo                         | 127   | Leitrim     | Kiltoghert            | Carrick on Shannon |
| Drumshanbo North                   | 395   | Mohill      | Cloone                | Mohill             |
| Drumshanbo South                   | 955   | Mohill      | Cloone                | Mohill             |
| Drumshangore                       | 186   | Carrigallen | Carrigallen           | Bawnboy            |
| Drumsillagh                        | 264   | Carrigallen | Carrigallen           | Mohill             |
| Drumsna                            | Town  | Leitrim     | Annaduff              | Carrick on Shannon |
| Drumsna                            | 271   | Leitrim     | Annaduff              | Carrick on Shannon |
| Drungan                            | 164   | Rosclogher  | Rossinver             | Ballyshannon       |
| Dumbrick                           | 377   | Carrigallen | Carrigallen           | Bawnboy            |
| Dunavinally                        | 361   | Mohill      | Cloone                | Mohill             |
| Duncarbry                          | 166   | Rosclogher  | Rossinver             | Ballyshannon       |
| Eden                               | 211   | Rosclogher  | Rossinver             | Ballyshannon       |
| Eden                               | 187   | Drumahaire  | Drumreilly            | Carrick on Shannon |
| Edenavow                           | 90    | Leitrim     | Kiltubbrid            | Carrick on Shannon |
| Edenbaun                           | 313   | Mohill      | Cloone                | Mohill             |
| Edenmore                           | 71    | Leitrim     | Kiltubbrid            | Carrick on Shannon |
| Edenvella                          | 454   | Rosclogher  | Rossinver             | Ballyshannon       |
| Edergole                           | 249   | Drumahaire  | Killanummery          | Manorhamilton      |
| Edergole                           | 279   | Mohill      | Cloone                | Mohill             |
| Effrinagh                          | 330   | Leitrim     | Kiltoghert            | Carrick on Shannon |
| Errew                              | 314   | Carrigallen | Carrigallen           | Mohill             |
| Errew                              | 268   | Mohill      | Cloone                | Mohill             |
| Erriff                             | 891   | Rosclogher  | Rossinver             | Ballyshannon       |
| Esker                              | 61    | Mohill      | Cloone                | Mohill             |
| Esker North                        | 153   | Mohill      | Mohill                | Mohill             |
| Esker South                        | 129   | Mohill      | Mohill                | Mohill             |
| Fahy                               | 215   | Drumahaire  | Drumreilly            | Carrick on Shannon |
| Fahymore                           | 22    | Leitrim     | Kiltoghert            | Carrick on Shannon |
| Fallacarra                         | 877   | Rosclogher  | Killasnet             | Manorhamilton      |
| Falty                              | 127   | Drumahaire  | Inishmagrath          | Manorhamilton      |
| Fargrim                            | 173   | Leitrim     | Annaduff              | Carrick on Shannon |
| Farnagh                            | 210   | Leitrim     | Kiltoghert            | Carrick on Shannon |
| Farnaght                           | 480   | Mohill      | Cloone                | Mohill             |
| Farrow Barr of                     | 844   | Drumahaire  | Cloonclare            | Manorhamilton      |
| Faslowart                          | 125   | Drumahaire  | Drumlease             | Manorhamilton      |
| Faughary                           | 1.162 | Rosclogher  | Killasnet             | Manorhamilton      |
| Faulties                           | 99    | Mohill      | Annaduff              | Mohill             |
| Fawn                               | 146   | Leitrim     | Kiltoghert            | Carrick on Shannon |
| Fawn                               | 615   | Drumahaire  | Drumlease             | Manorhamilton      |
| Fawnarry                           | 221   | Drumahaire  | Drumlease             | Manorhamilton      |
| Fawnlion                           | 719   | Drumahaire  | Drumlease             | Manorhamilton      |
| Fearglass North                    | 340   | Mohill      | Cloone                | Mohill             |
| Fearglass South                    | 233   | Mohill      | Cloone                | Mohill             |
| Fearnaght                          | 387   | Mohill      | Annaduff              | Mohill             |
| Fedaro                             | 44    | Mohill      | Annaduff              | Mohill             |
| Fenagh                             | 120   | Drumahaire  | Killarga              | Manorhamilton      |
| Fenagh                             | 395   | Rosclogher  | Killasnet             | Manorhamilton      |
| Fenagh Beg                         | 299   | Leitrim     | Fenagh                | Mohill             |
| Fertagh                            | 285   | Rosclogher  | Rossinver             | Ballyshannon       |
| Fingreagh Lower                    | 52    | Drumahaire  | Inishmagrath          | Manorhamilton      |
| Fingreagh Upper                    | 269   | Drumahaire  | Inishmagrath          | Manorhamilton      |
| Finiskill                          | 232   | Mohill      | Mohill                | Mohill             |
| Finisklin                          | 296   | Leitrim     | Kiltoghert            | Carrick on Shannon |
| Finnalaghta                        | 248   | Mohill      | Annaduff              | Mohill             |
| Fivepoundland                      | 46    | Rosclogher  | Killasnet             | Manorhamilton      |
| Flughanagh                         | 367   | Drumahaire  | Killanummery          | Manorhamilton      |
| Fohera                             | 107   | Carrigallen | Oughteragh            | Bawnboy            |
| Formoyle                           | 152   | Rosclogher  | Killasnet             | Manorhamilton      |
| Foxborough                         | 61    | Leitrim     | Annaduff              | Carrick on Shannon |
| Friarstown                         | 233   | Drumahaire  | Killanummery          | Manorhamilton      |
| Funshinagh                         | 264   | Leitrim     | Kiltubbrid            | Carrick on Shannon |
| Furnace (o Bleankillew)            | 177   | Mohill      | Annaduff              | Mohill             |
| Gannavagh                          | 31    | Rosclogher  | Rossinver             | Ballyshannon       |
| Garadice                           | 250   | Carrigallen | Drumreilly            | Bawnboy            |
| Garadice                           | 221   | Mohill      | Fenagh                | Mohill             |
| Gargrim                            | 99    | Rosclogher  | Rossinver             | Ballyshannon       |
| Garvagh                            | 67    | Leitrim     | Kiltubbrid            | Carrick on Shannon |
| Garvagh                            | 563   | Drumahaire  | Killanummery          | Manorhamilton      |
| Garvagh                            | 274   | Mohill      | Mohill                | Mohill             |
| Garvagh Glebe                      | 1.221 | Drumahaire  | Killanummery          | Manorhamilton      |
| Garvlough                          | 235   | Leitrim     | Kiltoghert            | Carrick on Shannon |
| Geaglom                            | 333   | Drumahaire  | Inishmagrath          | Manorhamilton      |
| Georgia (o Gorteenoran)            | 56    | Mohill      | Mohill                | Mohill             |
| Geskanagh Glebe                    | 79    | Drumahaire  | Killarga              | Manorhamilton      |
| Glack                              | 313   | Rosclogher  | Rossinver             | Ballyshannon       |
| Glackaunadarragh                   | 1.070 | Drumahaire  | Inishmagrath          | Manorhamilton      |
| Glasdrumman                        | 592   | Rosclogher  | Killasnet             | Manorhamilton      |
| Glasdrumman                        | 180   | Leitrim     | Fenagh                | Mohill             |
| Glasdrumman                        | 115   | Mohill      | Mohill                | Mohill             |
| Glasdrumman Beg                    | 140   | Drumahaire  | Inishmagrath          | Manorhamilton      |
| Glasdrumman More                   | 284   | Drumahaire  | Inishmagrath          | Manorhamilton      |
| Glassalt                           | 79    | Drumahaire  | Inishmagrath          | Manorhamilton      |
| Glebe                              | 410   | Carrigallen | Drumreilly            | Bawnboy            |
| Glebe                              | 514   | Rosclogher  | Killasnet             | Manorhamilton      |
| Glebe                              | 44    | Leitrim     | Fenagh                | Mohill             |
| Glenboy                            | 621   | Drumahaire  | Cloonclare            | Manorhamilton      |
| Gleneige                           | 514   | Drumahaire  | Drumlease             | Manorhamilton      |
| Glenkeel                           | 316   | Rosclogher  | Cloonclare            | Manorhamilton      |
| Glennan Beg                        | 68    | Carrigallen | Oughteragh            | Bawnboy            |
| Glennan More                       | 82    | Carrigallen | Oughteragh            | Bawnboy            |
| Glennanbeg                         | 48    | Carrigallen | Drumreilly            | Bawnboy            |
| Gort                               | 161   | Leitrim     | Kiltoghert            | Carrick on Shannon |
| Gortachoosh                        | 237   | Carrigallen | Drumreilly            | Bawnboy            |
| Gortacorka                         | 160   | Drumahaire  | Inishmagrath          | Manorhamilton      |
| Gortaggle                          | 52    | Leitrim     | Annaduff              | Carrick on Shannon |
| Gortahork                          | 130   | Drumahaire  | Killarga              | Manorhamilton      |
| Gortanure North                    | 178   | Leitrim     | Mohill                | Mohill             |
| Gortanure South                    | 194   | Mohill      | Mohill                | Mohill             |
| Gortatresk                         | 123   | Drumahaire  | Killarga              | Manorhamilton      |
| Gortavacan                         | 100   | Leitrim     | Mohill                | Mohill             |
| Gortconnellan                      | 115   | Leitrim     | Annaduff              | Carrick on Shannon |
| Gorteen                            | 78    | Drumahaire  | Killarga              | Manorhamilton      |
| Gorteen                            | 194   | Carrigallen | Cloone                | Mohill             |
| Gorteenachurry                     | 559   | Rosclogher  | Rossinver             | Manorhamilton      |
| Gorteenaguinnell                   | 537   | Rosclogher  | Killasnet             | Manorhamilton      |
| Gorteendarragh                     | 438   | Rosclogher  | Rossinver             | Ballyshannon       |
| Gorteenoran                        | 100   | Mohill      | Cloone                | Mohill             |
| Gorteenoran (o Georgia)            | 56    | Mohill      | Mohill                | Mohill             |
| Gortermone                         | 487   | Drumahaire  | Killarga              | Manorhamilton      |
| Gortermone                         | 644   | Carrigallen | Carrigallen           | Mohill             |
| Gortfadda                          | 162   | Mohill      | Mohill                | Mohill             |
| Gortgarrigan                       | 286   | Drumahaire  | Cloonlogher           | Manorhamilton      |
| Gortinar                           | 776   | Rosclogher  | Killasnet             | Manorhamilton      |
| Gortinee                           | 236   | Mohill      | Annaduff              | Mohill             |
| Gortinty                           | 217   | Leitrim     | Annaduff              | Carrick on Shannon |
| Gortinure                          | 137   | Mohill      | Cloone                | Mohill             |
| Gortletteragh                      | 268   | Mohill      | Cloone                | Mohill             |
| Gortnacamdarragh                   | 768   | Carrigallen | Cloone                | Mohill             |
| Gortnacorkoge                      | 254   | Drumahaire  | Killarga              | Manorhamilton      |
| Gortnacrieve                       | 537   | Rosclogher  | Rossinver             | Manorhamilton      |
| Gortnaderrary                      | 577   | Rosclogher  | Rossinver             | Manorhamilton      |
| Gortnagarn                         | 729   | Rosclogher  | Killasnet             | Manorhamilton      |
| Gortnagrogerny                     | 304   | Rosclogher  | Killasnet             | Manorhamilton      |
| Gortnagullion                      | 402   | Leitrim     | Kiltubbrid            | Carrick on Shannon |
| Gortnalamph                        | 289   | Mohill      | Mohill                | Mohill             |
| Gortnalibbert                      | 1.125 | Drumahaire  | Cloonclare            | Manorhamilton      |
| Gortnalougher                      | 278   | Mohill      | Cloone                | Mohill             |
| Gortnalug                          | 70    | Mohill      | Mohill                | Mohill             |
| Gortnarah                          | 213   | Mohill      | Cloone                | Mohill             |
| Gortnasillagh                      | 181   | Rosclogher  | Rossinver             | Ballyshannon       |
| Gortnasillagh East                 | 313   | Drumahaire  | Inishmagrath          | Manorhamilton      |
| Gortnasillagh West                 | 106   | Drumahaire  | Inishmagrath          | Manorhamilton      |
| Gortnaskeagh                       | 646   | Drumahaire  | Drumlease             | Manorhamilton      |
| Gortnawaun                         | 505   | Leitrim     | Kiltubbrid            | Carrick on Shannon |
| Gortyclery                         | 120   | Mohill      | Mohill                | Mohill             |
| Gowel                              | 355   | Leitrim     | Kiltoghert            | Carrick on Shannon |
| Gowlaun                            | 461   | Drumahaire  | Killarga              | Manorhamilton      |
| Gowlaunrevagh                      | 256   | Drumahaire  | Inishmagrath          | Manorhamilton      |
| Gowly                              | 210   | Leitrim     | Kiltubbrid            | Carrick on Shannon |
| Gradoge                            | 121   | Carrigallen | Cloone                | Mohill             |
| Grange                             | 131   | Leitrim     | Kiltoghert            | Carrick on Shannon |
| Greagh                             | 25    | Leitrim     | Kiltoghert            | Carrick on Shannon |
| Greagh                             | 50    | Drumahaire  | Killarga              | Manorhamilton      |
| Greagh                             | 228   | Leitrim     | Fenagh                | Mohill             |
| Greaghfarnagh                      | 179   | Leitrim     | Kiltoghert            | Carrick on Shannon |
| Greaghglass                        | 179   | Carrigallen | Oughteragh            | Bawnboy            |
| Greaghnadarragh                    | 132   | Drumahaire  | Inishmagrath          | Manorhamilton      |
| Greaghnafarna                      | 409   | Drumahaire  | Drumreilly            | Carrick on Shannon |
| Greaghnafarna                      | 1.122 | Drumahaire  | Killanummery          | Manorhamilton      |
| Greaghnaglogh                      | 693   | Drumahaire  | Inishmagrath          | Manorhamilton      |
| Greaghnagon                        | 47    | Drumahaire  | Killarga              | Manorhamilton      |
| Greaghnaguillaun                   | 1.325 | Leitrim     | Kiltoghert            | Carrick on Shannon |
| Greaghnaloughry                    | 100   | Carrigallen | Drumreilly            | Bawnboy            |
| Greaghnaslieve                     | 447   | Drumahaire  | Inishmagrath          | Manorhamilton      |
| Greaghrevagh Beg                   | 96    | Carrigallen | Oughteragh            | Bawnboy            |
| Greaghrevagh More (o Glebe)        | 192   | Carrigallen | Oughteragh            | Bawnboy            |
| Greenaun                           | 200   | Leitrim     | Mohill                | Mohill             |
| Greenaun North                     | 192   | Drumahaire  | Drumlease             | Manorhamilton      |
| Greenaun South                     | 147   | Drumahaire  | Drumlease             | Manorhamilton      |
| Greyfield                          | 88    | Drumahaire  | Inishmagrath          | Manorhamilton      |
| Grove                              | 9     | Leitrim     | Kiltoghert            | Carrick on Shannon |
| Gubacreeny                         | 566   | Rosclogher  | Rossinver             | Ballyshannon       |
| Gubaderry                          | 141   | Drumahaire  | Killarga              | Manorhamilton      |
| Gubadorris                         | 447   | Mohill      | Cloone                | Mohill             |
| Gubadruish                         | 129   | Mohill      | Mohill                | Mohill             |
| Gubagraffy                         | 129   | Mohill      | Mohill                | Mohill             |
| Gubalaun                           | 210   | Rosclogher  | Rossinver             | Ballyshannon       |
| Gubanummera                        | 64    | Rosclogher  | Rossinver             | Ballyshannon       |
| Gubb                               | 43    | Drumahaire  | Inishmagrath          | Manorhamilton      |
| Gubinea                            | 496   | Rosclogher  | Killasnet             | Manorhamilton      |
| Gubmanus                           | 110   | Rosclogher  | Rossinver             | Manorhamilton      |
| Gubnacurrafore                     | 327   | Drumahaire  | Cloonclare            | Manorhamilton      |
| Gubnageer                          | 228   | Rosclogher  | Rossinver             | Manorhamilton      |
| Gubnaveagh                         | 784   | Carrigallen | Oughteragh            | Bawnboy            |
| Gubroe                             | 118   | Mohill      | Fenagh                | Mohill             |
| Gubs                               | 333   | Carrigallen | Drumreilly            | Bawnboy            |
| Gulladoo                           | 630   | Carrigallen | Carrigallen           | Mohill             |
| Halls                              | 436   | Mohill      | Cloone                | Mohill             |
| Hartley                            | 253   | Leitrim     | Kiltoghert            | Carrick on Shannon |
| Headford                           | 276   | Leitrim     | Annaduff              | Carrick on Shannon |
| Inchmurrin (o Rabbit Island)       | 27    | Mohill      | Annaduff              | Mohill             |
| Inisheher                          | 18    | Rosclogher  | Rossinver             | Ballyshannon       |
| Inishkeen                          | 33    | Rosclogher  | Rossinver             | Ballyshannon       |
| Inishmagrath                       | 6     | Drumahaire  | Drumreilly            | Carrick on Shannon |
| Inishmean                          | 20    | Rosclogher  | Rossinver             | Ballyshannon       |
| Inishmucker                        | 18    | Leitrim     | Kiltoghert            | Carrick on Shannon |
| Inishtemple                        | 32    | Rosclogher  | Rossinver             | Ballyshannon       |
| Jamestown                          | Town  | Leitrim     | Kiltoghert            | Carrick on Shannon |
| Jamestown                          | 209   | Leitrim     | Kiltoghert            | Carrick on Shannon |
| Keelagh                            | 163   | Mohill      | Mohill                | Mohill             |
| Keeldra                            | 284   | Mohill      | Cloone                | Mohill             |
| Keeloge                            | 55    | Leitrim     | Mohill                | Mohill             |
| Keeloges                           | 517   | Rosclogher  | Rossinver             | Ballyshannon       |
| Keelrin                            | 13    | Carrigallen | Carrigallen           | Bawnboy            |
| Keelrin                            | 412   | Carrigallen | Drumreilly            | Bawnboy            |
| Keenaghan                          | 114   | Leitrim     | Kiltoghert            | Carrick on Shannon |
| Keenheen                           | 628   | Carrigallen | Drumreilly            | Bawnboy            |
| Keonbrook                          | 148   | Leitrim     | Kiltoghert            | Carrick on Shannon |
| Keshcarrigan                       | Town  | Leitrim     | Kiltubbrid            | Carrick on Shannon |
| Keshcarrigan                       | 272   | Leitrim     | Kiltubbrid            | Carrick on Shannon |
| Kilboderry                         | 69    | Leitrim     | Kiltoghert            | Carrick on Shannon |
| Kilbrackan                         | 229   | Carrigallen | Carrigallen           | Mohill             |
| Kilclare Beg                       | 189   | Leitrim     | Kiltubbrid            | Carrick on Shannon |
| Kilclare More                      | 206   | Leitrim     | Kiltubbrid            | Carrick on Shannon |
| Kilcoon                            | 64    | Drumahaire  | Killanummery          | Manorhamilton      |
| Kilcoosy                           | 496   | Drumahaire  | Drumlease             | Manorhamilton      |
| Kildoo                             | 40    | Mohill      | Mohill                | Mohill             |
| Kildorragh                         | 161   | Carrigallen | Oughteragh            | Bawnboy            |
| Kildorragh                         | 99    | Leitrim     | Kiltoghert            | Carrick on Shannon |
| Kilgarriff                         | 200   | Drumahaire  | Drumreilly            | Carrick on Shannon |
| Killadiskert                       | 155   | Drumahaire  | Inishmagrath          | Manorhamilton      |
| Killadough                         | 125   | Carrigallen | Oughteragh            | Bawnboy            |
| Killaglasheen                      | 57    | Carrigallen | Oughteragh            | Bawnboy            |
| Killahurk                          | 558   | Carrigallen | Carrigallen           | Mohill             |
| Killaleen                          | 199   | Drumahaire  | Drumlease             | Manorhamilton      |
| Killamaun                          | 406   | Mohill      | Mohill                | Mohill             |
| Killameen                          | 263   | Carrigallen | Drumreilly            | Bawnboy            |
| Killananima                        | 88    | Drumahaire  | Killanummery          | Manorhamilton      |
| Killaneen                          | 269   | Carrigallen | Oughteragh            | Bawnboy            |
| Killanummery                       | 243   | Drumahaire  | Killanummery          | Manorhamilton      |
| Killaphort                         | 207   | Carrigallen | Drumreilly            | Bawnboy            |
| Killarcan                          | 339   | Leitrim     | Kiltoghert            | Carrick on Shannon |
| Killarga                           | 59    | Drumahaire  | Killarga              | Manorhamilton      |
| Killasanowl                        | 158   | Leitrim     | Kiltoghert            | Carrick on Shannon |
| Killavoggy                         | 690   | Drumahaire  | Killanummery          | Manorhamilton      |
| Killea                             | 681   | Rosclogher  | Cloonclare            | Manorhamilton      |
| Killeen                            | 330   | Drumahaire  | Killanummery          | Manorhamilton      |
| Killenna Glebe                     | 272   | Drumahaire  | Drumlease             | Manorhamilton      |
| Killerrin                          | 152   | Carrigallen | Carrigallen           | Bawnboy            |
| Killinaker                         | 77    | Mohill      | Mohill                | Mohill             |
| Killooman                          | 723   | Drumahaire  | Killarga              | Manorhamilton      |
| Killycloghan                       | 57    | Drumahaire  | Cloonclare            | Manorhamilton      |
| Killydrum                          | 208   | Carrigallen | Carrigallen           | Bawnboy            |
| Killyfad                           | 135   | Mohill      | Annaduff              | Mohill             |
| Killyfea                           | 548   | Carrigallen | Cloone                | Mohill             |
| Killygar                           | 260   | Carrigallen | Carrigallen           | Bawnboy            |
| Killymeehin                        | 40    | Rosclogher  | Killasnet             | Manorhamilton      |
| Killyvehy                          | 671   | Mohill      | Cloone                | Mohill             |
| Kilmacsherwell                     | 174   | Mohill      | Fenagh                | Mohill             |
| Kilmaddaroe                        | 207   | Leitrim     | Kiltoghert            | Carrick on Shannon |
| Kilmaghera                         | 144   | Leitrim     | Kiltoghert            | Carrick on Shannon |
| Kilmakenny                         | 379   | Carrigallen | Cloone                | Mohill             |
| Kilmakerrill                       | 205   | Drumahaire  | Cloonclare            | Manorhamilton      |
| Kilmore                            | 204   | Drumahaire  | Drumreilly            | Carrick on Shannon |
| Kilmore                            | 140   | Drumahaire  | Drumlease             | Manorhamilton      |
| Kilmore                            | 122   | Drumahaire  | Inishmagrath          | Manorhamilton      |
| Kilnacreevy                        | 219   | Carrigallen | Drumreilly            | Bawnboy            |
| Kilnagarns Lower                   | 115   | Drumahaire  | Inishmagrath          | Manorhamilton      |
| Kilnagarns Upper                   | 157   | Drumahaire  | Inishmagrath          | Manorhamilton      |
| Kilnagross                         | 206   | Leitrim     | Kiltoghert            | Carrick on Shannon |
| Kilnamaddyroe                      | 118   | Carrigallen | Oughteragh            | Bawnboy            |
| Kilnamarve                         | 226   | Carrigallen | Carrigallen           | Bawnboy            |
| Kilroosk                           | 599   | Rosclogher  | Killasnet             | Manorhamilton      |
| Kilrush                            | 146   | Carrigallen | Oughteragh            | Bawnboy            |
| Kiltoghert                         | Town  | Leitrim     | Kiltoghert            | Carrick on Shannon |
| Kiltoghert                         | 813   | Leitrim     | Kiltoghert            | Carrick on Shannon |
| Kiltubbrid                         | 103   | Leitrim     | Kiltubbrid            | Carrick on Shannon |
| Kiltybardan                        | 390   | Carrigallen | Oughteragh            | Bawnboy            |
| Kiltycarney                        | 206   | Leitrim     | Kiltoghert            | Carrick on Shannon |
| Kiltyclogher                       | Town  | Rosclogher  | Cloonclare            | Manorhamilton      |
| Kiltyclogher                       | 1.743 | Rosclogher  | Cloonclare            | Manorhamilton      |
| Kiltycreevagh                      | 110   | Carrigallen | Oughteragh            | Bawnboy            |
| Kiltyfeenaghty Glebe               | 146   | Drumahaire  | Inishmagrath          | Manorhamilton      |
| Kiltyfinnan                        | 118   | Mohill      | Fenagh                | Mohill             |
| Kiltygerry                         | 190   | Carrigallen | Oughteragh            | Bawnboy            |
| Kiltyhugh                          | 231   | Carrigallen | Oughteragh            | Bawnboy            |
| Kiltymoodan                        | 183   | Carrigallen | Oughteragh            | Bawnboy            |
| Kiltynashinnagh                    | 182   | Carrigallen | Oughteragh            | Bawnboy            |
| Kiltynashinnagh                    | 53    | Leitrim     | Kiltubbrid            | Carrick on Shannon |
| Kinkillew                          | 447   | Rosclogher  | Rossinver             | Manorhamilton      |
| Kinlough                           | Town  | Rosclogher  | Rossinver             | Ballyshannon       |
| Kinlough                           | 293   | Rosclogher  | Rossinver             | Ballyshannon       |
| Kinnara Glebe                      | 181   | Drumahaire  | Drumlease             | Manorhamilton      |
| Kivvy                              | 189   | Carrigallen | Carrigallen           | Mohill             |
| Knockacosan                        | 74    | Drumahaire  | Inishmagrath          | Manorhamilton      |
| Knockacullion                      | 1.740 | Carrigallen | Oughteragh            | Bawnboy            |
| Knockacullion                      | 96    | Drumahaire  | Killarga              | Manorhamilton      |
| Knockadrinan                       | 106   | Mohill      | Mohill                | Mohill             |
| Knockalongford                     | 25    | Mohill      | Mohill                | Mohill             |
| Knockanroe                         | 48    | Rosclogher  | Rossinver             | Ballyshannon       |
| Knockanroe                         | 97    | Carrigallen | Oughteragh            | Bawnboy            |
| Knockateean                        | 276   | Drumahaire  | Inishmagrath          | Manorhamilton      |
| Knockbrack                         | 23    | Rosclogher  | Rossinver             | Ballyshannon       |
| Knockmacrory                       | 60    | Mohill      | Mohill                | Mohill             |
| Knockmullin                        | 167   | Leitrim     | Fenagh                | Mohill             |
| Knocknaclassagh                    | 282   | Rosclogher  | Killasnet             | Manorhamilton      |
| Knocknacoska                       | 126   | Drumahaire  | Inishmagrath          | Manorhamilton      |
| Knocknasawna                       | 135   | Leitrim     | Kiltoghert            | Carrick on Shannon |
| Knockroosk                         | 113   | Mohill      | Fenagh                | Mohill             |
| Knocks                             | 121   | Carrigallen | Drumreilly            | Bawnboy            |
| Labbyeslin                         | 61    | Mohill      | Mohill                | Mohill             |
| Lackagh                            | 1.140 | Drumahaire  | Killarga              | Manorhamilton      |
| Lackoon                            | 863   | Drumahaire  | Cloonclare            | Manorhamilton      |
| Laghta                             | 602   | Rosclogher  | Rossinver             | Ballyshannon       |
| Laghty                             | 231   | Drumahaire  | Cloonclare            | Manorhamilton      |
| Laghty Barr                        | 506   | Drumahaire  | Cloonclare            | Manorhamilton      |
| Lahard                             | 151   | Carrigallen | Oughteragh            | Bawnboy            |
| Laheen                             | 245   | Carrigallen | Carrigallen           | Bawnboy            |
| Laheen                             | 119   | Leitrim     | Kiltubbrid            | Carrick on Shannon |
| Laheen (Peyton)                    | 80    | Leitrim     | Kiltubbrid            | Carrick on Shannon |
| Laheen North                       | 129   | Leitrim     | Mohill                | Mohill             |
| Laheen South                       | 94    | Mohill      | Mohill                | Mohill             |
| Laheennamona                       | 19    | Mohill      | Mohill                | Mohill             |
| Laragh                             | 175   | Leitrim     | Fenagh                | Mohill             |
| Lareen                             | 340   | Rosclogher  | Rossinver             | Ballyshannon       |
| Larga                              | 86    | Drumahaire  | Inishmagrath          | Manorhamilton      |
| Largan                             | 169   | Leitrim     | Kiltoghert            | Carrick on Shannon |
| Largan Mountain                    | 164   | Leitrim     | Kiltoghert            | Carrick on Shannon |
| Larganavaddoge                     | 441   | Rosclogher  | Rossinver             | Ballyshannon       |
| Largandill                         | 133   | Drumahaire  | Drumreilly            | Carrick on Shannon |
| Largandoon                         | 597   | Rosclogher  | Killasnet             | Manorhamilton      |
| Larganhugh                         | 245   | Rosclogher  | Rossinver             | Ballyshannon       |
| Largantemple                       | 31    | Rosclogher  | Killasnet             | Manorhamilton      |
| Largy                              | 1.705 | Rosclogher  | Killasnet             | Manorhamilton      |
| Largydonnell                       | 714   | Rosclogher  | Rossinver             | Ballyshannon       |
| Larkfield                          | 2.064 | Drumahaire  | Cloonlogher           | Manorhamilton      |
| Lattone                            | 539   | Rosclogher  | Rossinver             | Manorhamilton      |
| Launtaggart                        | 706   | Rosclogher  | Killasnet             | Manorhamilton      |
| Lavagh                             | 134   | Leitrim     | Annaduff              | Carrick on Shannon |
| Lavagh                             | 92    | Drumahaire  | Inishmagrath          | Manorhamilton      |
| Lavareen                           | 226   | Carrigallen | Cloone                | Mohill             |
| Lavaur                             | 226   | Leitrim     | Kiltoghert            | Carrick on Shannon |
| Leamanish                          | 276   | Mohill      | Fenagh                | Mohill             |
| Leamaskally                        | 179   | Drumahaire  | Killarga              | Manorhamilton      |
| Lear                               | 249   | Mohill      | Cloone                | Mohill             |
| Lecarrow (o Strandhill)            | 54    | Drumahaire  | Inishmagrath          | Manorhamilton      |
| Leckan                             | 292   | Carrigallen | Drumreilly            | Bawnboy            |
| Leckanarainey                      | 852   | Rosclogher  | Killasnet             | Manorhamilton      |
| Leckaun                            | 220   | Drumahaire  | Drumlease             | Manorhamilton      |
| Leckaun                            | 175   | Drumahaire  | Inishmagrath          | Manorhamilton      |
| Lecknagh                           | 95    | Mohill      | Cloone                | Mohill             |
| Leean                              | 538   | Drumahaire  | Drumlease             | Manorhamilton      |
| Leganamer                          | 81    | Carrigallen | Drumreilly            | Bawnboy            |
| Leitra                             | 156   | Leitrim     | Kiltubbrid            | Carrick on Shannon |
| Leitrim                            | Town  | Leitrim     | Kiltoghert            | Carrick on Shannon |
| Leitrim                            | 139   | Leitrim     | Kiltoghert            | Carrick on Shannon |
| Leitrim                            | 101   | Leitrim     | Kiltubbrid            | Carrick on Shannon |
| Leitrim Lower                      | 182   | Mohill      | Mohill                | Mohill             |
| Leitrim Upper                      | 177   | Mohill      | Mohill                | Mohill             |
| Leonagh                            | 241   | Drumahaire  | Killarga              | Manorhamilton      |
| Letter                             | 310   | Drumahaire  | Inishmagrath          | Manorhamilton      |
| Letterfine                         | 135   | Leitrim     | Kiltubbrid            | Carrick on Shannon |
| Lisacoghil                         | 208   | Drumahaire  | Inishmagrath          | Manorhamilton      |
| Lisadlooey                         | 37    | Drumahaire  | Inishmagrath          | Manorhamilton      |
| Lisbrockan                         | 69    | Leitrim     | Kiltoghert            | Carrick on Shannon |
| Liscallyroan                       | 151   | Leitrim     | Kiltoghert            | Carrick on Shannon |
| Liscarban                          | 203   | Leitrim     | Kiltubbrid            | Carrick on Shannon |
| Liscloonadea                       | 224   | Mohill      | Mohill                | Mohill             |
| Lisconor                           | 96    | Leitrim     | Kiltoghert            | Carrick on Shannon |
| Liscuilfea                         | 97    | Carrigallen | Oughteragh            | Bawnboy            |
| Liscuillew Lower                   | 168   | Drumahaire  | Inishmagrath          | Manorhamilton      |
| Liscuillew Upper                   | 265   | Drumahaire  | Inishmagrath          | Manorhamilton      |
| Lisdadanan                         | 136   | Mohill      | Mohill                | Mohill             |
| Lisdarush                          | 608   | Rosclogher  | Rossinver             | Manorhamilton      |
| Lisdauky                           | 103   | Leitrim     | Kiltoghert            | Carrick on Shannon |
| Lisdromacrone                      | 108   | Leitrim     | Kiltubbrid            | Carrick on Shannon |
| Lisdromafarna                      | 184   | Leitrim     | Kiltoghert            | Carrick on Shannon |
| Lisdromarea North                  | 265   | Leitrim     | Kiltoghert            | Carrick on Shannon |
| Lisdromarea South                  | 57    | Leitrim     | Kiltoghert            | Carrick on Shannon |
| Lisdrumgivel Lower                 | 77    | Leitrim     | Mohill                | Mohill             |
| Lisdrumgivel Upper                 | 94    | Leitrim     | Mohill                | Mohill             |
| Lisdrumgran                        | 90    | Drumahaire  | Inishmagrath          | Manorhamilton      |
| Lisduff                            | 97    | Leitrim     | Annaduff              | Carrick on Shannon |
| Lisduff                            | 77    | Leitrim     | Kiltoghert            | Carrick on Shannon |
| Lisfuiltaghan                      | 360   | Drumahaire  | Inishmagrath          | Manorhamilton      |
| Lisgarney                          | 95    | Leitrim     | Kiltoghert            | Carrick on Shannon |
| Lisgavneen                         | 386   | Drumahaire  | Killarga              | Manorhamilton      |
| Lisgillock Glebe                   | 1.063 | Mohill      | Cloone                | Mohill             |
| Lisgool                            | 28    | Rosclogher  | Rossinver             | Ballyshannon       |
| Lisgorman                          | 849   | Drumahaire  | Cloonlogher           | Manorhamilton      |
| Lisgruddy                          | 216   | Carrigallen | Drumreilly            | Bawnboy            |
| Lislahy                            | 99    | Carrigallen | Drumreilly            | Bawnboy            |
| Lislea                             | 57    | Leitrim     | Annaduff              | Carrick on Shannon |
| Lismakeegan                        | 119   | Leitrim     | Kiltoghert            | Carrick on Shannon |
| Lismannagh                         | 103   | Leitrim     | Annaduff              | Carrick on Shannon |
| Lismoyle                           | 185   | Leitrim     | Annaduff              | Carrick on Shannon |
| Lisnabrack                         | 42    | Leitrim     | Kiltoghert            | Carrick on Shannon |
| Lisnabrack                         | 582   | Rosclogher  | Killasnet             | Manorhamilton      |
| Lisnagat                           | 43    | Leitrim     | Kiltoghert            | Carrick on Shannon |
| Lisnagea                           | 189   | Leitrim     | Kiltoghert            | Carrick on Shannon |
| Lisnagowan                         | 157   | Drumahaire  | Killarga              | Manorhamilton      |
| Lisnanaw                           | 83    | Drumahaire  | Inishmagrath          | Manorhamilton      |
| Lisnanorrus                        | 88    | Drumahaire  | Inishmagrath          | Manorhamilton      |
| Lisnatullagh                       | 330   | Carrigallen | Oughteragh            | Bawnboy            |
| Lisomadaun                         | 159   | Mohill      | Mohill                | Mohill             |
| Lisroughty                         | 149   | Carrigallen | Drumreilly            | Bawnboy            |
| Lissacarn                          | 254   | Carrigallen | Oughteragh            | Bawnboy            |
| Lissagarvan                        | 1.090 | Mohill      | Cloone                | Mohill             |
| Lisseeghan                         | 140   | Leitrim     | Kiltoghert            | Carrick on Shannon |
| Lissinagroagh                      | 791   | Rosclogher  | Cloonclare            | Manorhamilton      |
| Lissiniska                         | 384   | Rosclogher  | Rossinver             | Manorhamilton      |
| Longfield                          | 148   | Carrigallen | Carrigallen           | Bawnboy            |
| Longstones                         | 110   | Carrigallen | Oughteragh            | Bawnboy            |
| Loughaphonta                       | 73    | Rosclogher  | Cloonclare            | Manorhamilton      |
| Loughaphonta Barr                  | 394   | Rosclogher  | Cloonclare            | Manorhamilton      |
| Loughconway                        | 91    | Leitrim     | Kiltubbrid            | Carrick on Shannon |
| Loughmuirran                       | 438   | Rosclogher  | Rossinver             | Ballyshannon       |
| Loughros                           | 681   | Drumahaire  | Cloonclare            | Manorhamilton      |
| Loughscur                          | 97    | Leitrim     | Kiltubbrid            | Carrick on Shannon |
| Lugalustran                        | 72    | Drumahaire  | Drumlease             | Manorhamilton      |
| Lugasnaghta                        | 565   | Rosclogher  | Cloonclare            | Manorhamilton      |
| Lugganammer                        | 454   | Carrigallen | Cloone                | Mohill             |
| Lughawagh                          | 45    | Drumahaire  | Cloonclare            | Manorhamilton      |
| Lugmeeltan                         | 235   | Drumahaire  | Inishmagrath          | Manorhamilton      |
| Lugmeen                            | 50    | Drumahaire  | Inishmagrath          | Manorhamilton      |
| Lugmore                            | 72    | Drumahaire  | Inishmagrath          | Manorhamilton      |
| Lugnafaughery                      | 422   | Rosclogher  | Killasnet             | Manorhamilton      |
| Lugnagon                           | 368   | Carrigallen | Carrigallen           | Bawnboy            |
| Lugnaskeehan                       | 269   | Drumahaire  | Killarga              | Manorhamilton      |
| Lurga                              | 156   | Mohill      | Cloone                | Mohill             |
| Lurgan                             | 674   | Drumahaire  | Cloonclare            | Manorhamilton      |
| Lurganboy                          | Town  | Rosclogher  | Killasnet             | Manorhamilton      |
| Lustia                             | 153   | Leitrim     | Kiltoghert            | Carrick on Shannon |
| Mackan                             | 82    | Leitrim     | Kiltoghert            | Carrick on Shannon |
| Magheramore                        | 246   | Rosclogher  | Rossinver             | Ballyshannon       |
| Magurk                             | 222   | Drumahaire  | Drumlease             | Manorhamilton      |
| Mahanagh                           | 263   | Leitrim     | Kiltoghert            | Carrick on Shannon |
| Mahanagh                           | 196   | Drumahaire  | Inishmagrath          | Manorhamilton      |
| Manorhamilton                      | Town  | Drumahaire  | Cloonclare            | Manorhamilton      |
| Manorhamilton                      | Town  | Rosclogher  | Killasnet             | Manorhamilton      |
| Manorhamilton                      | 175   | Drumahaire  | Cloonclare            | Manorhamilton      |
| Mautiagh                           | 411   | Rosclogher  | Rossinver             | Manorhamilton      |
| Mayo                               | 439   | Carrigallen | Oughteragh            | Bawnboy            |
| Meelick                            | 131   | Leitrim     | Mohill                | Mohill             |
| Meelragh (Nagur)                   | 262   | Mohill      | Mohill                | Mohill             |
| Meelragh (Saggart)                 | 166   | Mohill      | Mohill                | Mohill             |
| Meenagh                            | 425   | Drumahaire  | Cloonclare            | Manorhamilton      |
| Meenagraun                         | 439   | Rosclogher  | Rossinver             | Manorhamilton      |
| Meenaphuill                        | 375   | Rosclogher  | Killasnet             | Manorhamilton      |
| Meenkeeragh                        | 619   | Drumahaire  | Cloonclare            | Manorhamilton      |
| Meenymore                          | 1.044 | Drumahaire  | Cloonclare            | Manorhamilton      |
| Millpark                           | 41    | Leitrim     | Annaduff              | Mohill             |
| Milltown                           | 116   | Rosclogher  | Killasnet             | Manorhamilton      |
| Miltron Glebe                      | 337   | Carrigallen | Cloone                | Mohill             |
| Minkill                            | 97    | Leitrim     | Kiltoghert            | Carrick on Shannon |
| Miskaun Glebe                      | 327   | Carrigallen | Oughteragh            | Bawnboy            |
| Modorragh                          | 151   | Drumahaire  | Inishmagrath          | Manorhamilton      |
| Moher                              | 191   | Rosclogher  | Rossinver             | Ballyshannon       |
| Moher                              | 146   | Carrigallen | Oughteragh            | Bawnboy            |
| Moher                              | 130   | Mohill      | Annaduff              | Mohill             |
| Moher                              | 70    | Mohill      | Mohill                | Mohill             |
| Moher (Gregg)                      | 465   | Leitrim     | Kiltubbrid            | Carrick on Shannon |
| Moheracreevy Glebe                 | 94    | Leitrim     | Kiltoghert            | Carrick on Shannon |
| Mohernameela                       | 72    | Leitrim     | Mohill                | Mohill             |
| Moherrevan                         | 221   | Mohill      | Annaduff              | Mohill             |
| Moherrevogagh                      | 157   | Leitrim     | Kiltubbrid            | Carrick on Shannon |
| Mohill                             | Town  | Mohill      | Mohill                | Mohill             |
| Mohill                             | 116   | Mohill      | Mohill                | Mohill             |
| Mollynadinta                       | 195   | Rosclogher  | Rossinver             | Ballyshannon       |
| Moneen                             | 273   | Rosclogher  | Rossinver             | Ballyshannon       |
| Moneenageer                        | 177   | Drumahaire  | Cloonclare            | Manorhamilton      |
| Moneenatieve                       | 510   | Drumahaire  | Inishmagrath          | Manorhamilton      |
| Moneengaugagh                      | 136   | Rosclogher  | Rossinver             | Ballyshannon       |
| Moneenlom                          | 384   | Drumahaire  | Cloonclare            | Manorhamilton      |
| Moneenreave                        | 208   | Drumahaire  | Inishmagrath          | Manorhamilton      |
| Moneenshinnagh                     | 484   | Drumahaire  | Cloonclare            | Manorhamilton      |
| Moneyduff                          | 167   | Drumahaire  | Cloonclare            | Manorhamilton      |
| Moneyduff                          | 279   | Drumahaire  | Drumlease             | Manorhamilton      |
| Moneynure                          | 32    | Leitrim     | Kiltoghert            | Carrick on Shannon |
| Moneyroe                           | 54    | Mohill      | Mohill                | Mohill             |
| Mong                               | 274   | Leitrim     | Kiltoghert            | Carrick on Shannon |
| Morerah                            | 592   | Drumahaire  | Drumlease             | Manorhamilton      |
| Mough                              | 175   | Leitrim     | Fenagh                | Mohill             |
| Mountainthird                      | 159   | Rosclogher  | Killasnet             | Manorhamilton      |
| Mountcampbell                      | 157   | Leitrim     | Annaduff              | Carrick on Shannon |
| Muckanagh                          | 196   | Mohill      | Cloone                | Mohill             |
| Mucklaghan Glebe                   | 129   | Leitrim     | Annaduff              | Carrick on Shannon |
| Mucklougher                        | 84    | Mohill      | Mohill                | Mohill             |
| Muckros                            | 262   | Leitrim     | Fenagh                | Mohill             |
| Muckrum                            | 217   | Rosclogher  | Rossinver             | Ballyshannon       |
| Mulkaun                            | 383   | Rosclogher  | Killasnet             | Manorhamilton      |
| Mullagh                            | 368   | Drumahaire  | Drumlease             | Manorhamilton      |
| Mullagh                            | 210   | Mohill      | Annaduff              | Mohill             |
| Mullaghaneigh                      | 58    | Leitrim     | Kiltubbrid            | Carrick on Shannon |
| Mullaghbaun                        | 98    | Drumahaire  | Inishmagrath          | Manorhamilton      |
| Mullaghboy                         | 474   | Carrigallen | Drumreilly            | Bawnboy            |
| Mullaghboy                         | 123   | Leitrim     | Kiltubbrid            | Carrick on Shannon |
| Mullaghbrack                       | 326   | Mohill      | Cloone                | Mohill             |
| Mullaghcashel                      | 58    | Drumahaire  | Inishmagrath          | Manorhamilton      |
| Mullaghdoo                         | 173   | Drumahaire  | Killanummery          | Manorhamilton      |
| Mullaghfadda                       | 67    | Drumahaire  | Inishmagrath          | Manorhamilton      |
| Mullaghgarve                       | 836   | Leitrim     | Kiltubbrid            | Carrick on Shannon |
| Mullaghmore                        | 211   | Carrigallen | Drumreilly            | Bawnboy            |
| Mullaghmore                        | 422   | Drumahaire  | Killarga              | Manorhamilton      |
| Mullaghnameely                     | 108   | Leitrim     | Fenagh                | Mohill             |
| Mullaghrigny                       | 63    | Mohill      | Mohill                | Mohill             |
| Mullaghsallagh                     | 90    | Leitrim     | Kiltoghert            | Carrick on Shannon |
| Mullaghycullen                     | 215   | Leitrim     | Kiltubbrid            | Carrick on Shannon |
| Mullanadarragh                     | 443   | Carrigallen | Carrigallen           | Mohill             |
| Mullanaleck                        | 122   | Rosclogher  | Rossinver             | Ballyshannon       |
| Mullanaskeagh                      | 121   | Drumahaire  | Killanummery          | Manorhamilton      |
| Mullanavockaun                     | 165   | Rosclogher  | Rossinver             | Ballyshannon       |
| Mullanyduff                        | 158   | Rosclogher  | Rossinver             | Ballyshannon       |
| Mullanyduff                        | 157   | Rosclogher  | Killasnet             | Manorhamilton      |
| Mullaun                            | 37    | Leitrim     | Annaduff              | Carrick on Shannon |
| Mullaun                            | 220   | Drumahaire  | Cloonclare            | Manorhamilton      |
| Mullaun                            | 63    | Mohill      | Mohill                | Mohill             |
| Mullaun Glebe                      | 185   | Leitrim     | Kiltubbrid            | Carrick on Shannon |
| Mullies                            | 194   | Rosclogher  | Killasnet             | Manorhamilton      |
| Mullyaster                         | 163   | Carrigallen | Carrigallen           | Bawnboy            |
| Mullynadrumman                     | 75    | Mohill      | Cloone                | Mohill             |
| Mulnasillagh                       | 110   | Carrigallen | Oughteragh            | Bawnboy            |
| Mulnavannoge                       | 175   | Carrigallen | Oughteragh            | Bawnboy            |
| Munakill                           | 447   | Drumahaire  | Cloonclare            | Manorhamilton      |
| Munnagashel                        | 183   | Drumahaire  | Cloonclare            | Manorhamilton      |
| Murhaun                            | 226   | Leitrim     | Kiltoghert            | Carrick on Shannon |
| Newbrook                           | 114   | Leitrim     | Kiltoghert            | Carrick on Shannon |
| Newtown Gore                       | Town  | Carrigallen | Carrigallen           | Bawnboy            |
| Newtowngore                        | 171   | Carrigallen | Carrigallen           | Bawnboy            |
| Nure                               | 299   | Rosclogher  | Killasnet             | Manorhamilton      |
| Oghill                             | 119   | Mohill      | Mohill                | Mohill             |
| Otter Island                       | 1     | Mohill      | Annaduff              | Mohill             |
| Oughteragh                         | 263   | Carrigallen | Oughteragh            | Bawnboy            |
| Park                               | 276   | Rosclogher  | Rossinver             | Ballyshannon       |
| Patricks Island                    | 1     | Drumahaire  | Cloonclare            | Manorhamilton      |
| Pollboy                            | 222   | Drumahaire  | Cloonlogher           | Manorhamilton      |
| Pollnagappul                       | 24    | Leitrim     | Kiltoghert            | Carrick on Shannon |
| Port                               | 70    | Leitrim     | Kiltoghert            | Carrick on Shannon |
| Portancoght                        | 78    | Leitrim     | Kiltoghert            | Carrick on Shannon |
| Pottore                            | 299   | Carrigallen | Oughteragh            | Bawnboy            |
| Poundhill                          | 74    | Rosclogher  | Killasnet             | Manorhamilton      |
| Prabagh                            | 169   | Carrigallen | Oughteragh            | Bawnboy            |
| Prughlish                          | 239   | Leitrim     | Kiltubbrid            | Carrick on Shannon |
| Rabbit Island (o Inchmurrin)       | 27    | Mohill      | Annaduff              | Mohill             |
| Racullen                           | 299   | Mohill      | Cloone                | Mohill             |
| Raheelin                           | 639   | Rosclogher  | Rossinver             | Manorhamilton      |
| Raheenduff                         | 64    | Rosclogher  | Killasnet             | Manorhamilton      |
| Ramooney                           | 159   | Drumahaire  | Cloonclare            | Manorhamilton      |
| Rantoge Glebe                      | 293   | Leitrim     | Kiltubbrid            | Carrick on Shannon |
| Rassaun                            | 440   | Carrigallen | Cloone                | Mohill             |
| Rassaun East                       | 377   | Rosclogher  | Killasnet             | Manorhamilton      |
| Rassaun West                       | 505   | Rosclogher  | Killasnet             | Manorhamilton      |
| Rathbaun                           | 289   | Drumahaire  | Killanummery          | Manorhamilton      |
| Redbrae                            | 78    | Rosclogher  | Rossinver             | Ballyshannon       |
| Rinn                               | 415   | Mohill      | Cloone                | Mohill             |
| Rinnacurreen                       | 183   | Leitrim     | Kiltoghert            | Carrick on Shannon |
| Rinnagowna                         | 194   | Mohill      | Mohill                | Mohill             |
| Roosky                             | Town  | Mohill      | Mohill                | Mohill             |
| Roosky                             | 190   | Rosclogher  | Rossinver             | Ballyshannon       |
| Roosky                             | 119   | Mohill      | Mohill                | Mohill             |
| Rooskynamona                       | 407   | Mohill      | Mohill                | Mohill             |
| Roscarban                          | 279   | Leitrim     | Kiltubbrid            | Carrick on Shannon |
| Rosclogher                         | 119   | Rosclogher  | Rossinver             | Ballyshannon       |
| Roscunnish                         | 136   | Leitrim     | Kiltoghert            | Carrick on Shannon |
| Roscunnish                         | 137   | Leitrim     | Kiltubbrid            | Carrick on Shannon |
| Rosdoowaun                         | 179   | Mohill      | Mohill                | Mohill             |
| Rosfriar                           | 263   | Rosclogher  | Rossinver             | Ballyshannon       |
| Rosharry                           | 224   | Mohill      | Mohill                | Mohill             |
| Ross                               | 287   | Drumahaire  | Cloonclare            | Manorhamilton      |
| Ross                               | 64    | Drumahaire  | Inishmagrath          | Manorhamilton      |
| Ross Beg                           | 435   | Mohill      | Cloone                | Mohill             |
| Ross Beg Glebe                     | 60    | Drumahaire  | Inishmagrath          | Manorhamilton      |
| Ross More                          | 124   | Drumahaire  | Inishmagrath          | Manorhamilton      |
| Ross More                          | 172   | Mohill      | Cloone                | Mohill             |
| Rossy                              | 288   | Leitrim     | Kiltubbrid            | Carrick on Shannon |
| Rubbal                             | 168   | Drumahaire  | Drumlease             | Manorhamilton      |
| Rue                                | 51    | Leitrim     | Kiltoghert            | Carrick on Shannon |
| Sallaghan                          | 23    | Leitrim     | Kiltoghert            | Carrick on Shannon |
| Sallow Island                      | 1     | Mohill      | Annaduff              | Mohill             |
| Scardaun                           | 253   | Leitrim     | Kiltubbrid            | Carrick on Shannon |
| Scrabbagh                          | 51    | Leitrim     | Kiltubbrid            | Carrick on Shannon |
| Seltan                             | 499   | Drumahaire  | Inishmagrath          | Manorhamilton      |
| Seltan                             | 145   | Mohill      | Mohill                | Mohill             |
| Seltan (McDonald)                  | 69    | Leitrim     | Kiltubbrid            | Carrick on Shannon |
| Seltan (Moran)                     | 65    | Leitrim     | Kiltubbrid            | Carrick on Shannon |
| Seltanahunshin                     | 824   | Carrigallen | Oughteragh            | Bawnboy            |
| Seltannasaggart (o Corry Mountain) | 131   | Drumahaire  | Inishmagrath          | Manorhamilton      |
| Seltannaskeagh                     | 47    | Drumahaire  | Inishmagrath          | Manorhamilton      |
| Sessiagh                           | 120   | Carrigallen | Carrigallen           | Mohill             |
| Shancarrick                        | 85    | Drumahaire  | Killarga              | Manorhamilton      |
| Shancurragh                        | 45    | Rosclogher  | Killasnet             | Manorhamilton      |
| Shancurragh, Barr of               | 53    | Rosclogher  | Killasnet             | Manorhamilton      |
| Shancurry                          | 270   | Leitrim     | Kiltoghert            | Carrick on Shannon |
| Shannagh                           | 84    | Mohill      | Mohill                | Mohill             |
| Shanraw                            | 109   | Leitrim     | Kiltubbrid            | Carrick on Shannon |
| Shanvaus                           | 220   | Rosclogher  | Killasnet             | Manorhamilton      |
| Shasgar                            | 248   | Rosclogher  | Rossinver             | Ballyshannon       |
| Shasmore                           | 356   | Rosclogher  | Rossinver             | Manorhamilton      |
| Shass                              | 315   | Drumahaire  | Inishmagrath          | Manorhamilton      |
| Sheean                             | 38    | Rosclogher  | Rossinver             | Ballyshannon       |
| Sheebeg                            | 109   | Leitrim     | Kiltubbrid            | Carrick on Shannon |
| Sheemore                           | 321   | Leitrim     | Kiltoghert            | Carrick on Shannon |
| Sheena                             | 121   | Drumahaire  | Inishmagrath          | Manorhamilton      |
| Sheffield                          | 181   | Leitrim     | Kiltoghert            | Carrick on Shannon |
| Sheskin                            | 94    | Drumahaire  | Killarga              | Manorhamilton      |
| Sheskinacurry                      | 145   | Leitrim     | Kiltoghert            | Carrick on Shannon |
| Shesknan                           | 481   | Rosclogher  | Rossinver             | Ballyshannon       |
| Shivdelagh                         | 158   | Drumahaire  | Inishmagrath          | Manorhamilton      |
| Shivdilla                          | 113   | Mohill      | Mohill                | Mohill             |
| Shoalmore                          | 121   | Mohill      | Mohill                | Mohill             |
| Skeamartin                         | 17    | Leitrim     | Mohill                | Mohill             |
| Skreeny                            | 151   | Drumahaire  | Cloonclare            | Manorhamilton      |
| Skreeny                            | 58    | Rosclogher  | Killasnet             | Manorhamilton      |
| Skreeny Little                     | 144   | Drumahaire  | Cloonclare            | Manorhamilton      |
| Sleveen                            | 77    | Drumahaire  | Killarga              | Manorhamilton      |
| Slievenakilla                      | 2.805 | Drumahaire  | Drumreilly            | Carrick on Shannon |
| Sliganagh                          | 140   | Drumahaire  | Killanummery          | Manorhamilton      |
| Socknalougher                      | 80    | Drumahaire  | Killarga              | Manorhamilton      |
| Socks                              | 84    | Drumahaire  | Killarga              | Manorhamilton      |
| Sonnagh                            | 121   | Carrigallen | Carrigallen           | Mohill             |
| Springfield                        | 77    | Mohill      | Mohill                | Mohill             |
| Srabrick                           | 340   | Drumahaire  | Cloonlogher           | Manorhamilton      |
| Sracleighreen                      | 537   | Rosclogher  | Killasnet             | Manorhamilton      |
| Sracreeghan                        | 443   | Rosclogher  | Killasnet             | Manorhamilton      |
| Sracummer                          | 159   | Rosclogher  | Rossinver             | Ballyshannon       |
| Sracummer                          | 203   | Drumahaire  | Killanummery          | Manorhamilton      |
| Sradoon                            | 250   | Drumahaire  | Killanummery          | Manorhamilton      |
| Sradrinagh                         | 1.174 | Drumahaire  | Drumreilly            | Carrick on Shannon |
| Sradrinan                          | 145   | Carrigallen | Drumreilly            | Bawnboy            |
| Sradrine                           | 262   | Drumahaire  | Cloonclare            | Manorhamilton      |
| Sraduffy                           | 257   | Rosclogher  | Cloonclare            | Manorhamilton      |
| Sragarn                            | 196   | Mohill      | Mohill                | Mohill             |
| Sragarve                           | 29    | Rosclogher  | Rossinver             | Ballyshannon       |
| Sraloaghan                         | 199   | Carrigallen | Drumreilly            | Bawnboy            |
| Sramore                            | 681   | Drumahaire  | Drumlease             | Manorhamilton      |
| Sranacrannaghy                     | 196   | Drumahaire  | Killarga              | Manorhamilton      |
| Sranadarragh                       | 279   | Carrigallen | Drumreilly            | Bawnboy            |
| Sranagarvanagh                     | 647   | Drumahaire  | Drumreilly            | Carrick on Shannon |
| Sranagross                         | 300   | Drumahaire  | Cloonclare            | Manorhamilton      |
| Sranea                             | 77    | Rosclogher  | Killasnet             | Manorhamilton      |
| Sratrissaun North                  | 137   | Mohill      | Mohill                | Mohill             |
| Sratrissaun South                  | 96    | Mohill      | Mohill                | Mohill             |
| Sraud (Conolly)                    | 106   | Rosclogher  | Rossinver             | Ballyshannon       |
| Sraud (Ferguson)                   | 92    | Rosclogher  | Rossinver             | Ballyshannon       |
| Sravrannies                        | 1.144 | Drumahaire  | Cloonclare            | Manorhamilton      |
| Sriff                              | 222   | Drumahaire  | Drumlease             | Manorhamilton      |
| Sruhaun                            | 226   | Leitrim     | Fenagh                | Mohill             |
| Stangaun                           | 139   | Drumahaire  | Inishmagrath          | Manorhamilton      |
| Stonepark                          | 396   | Drumahaire  | Drumlease             | Manorhamilton      |
| Stradermot                         | 125   | Carrigallen | Oughteragh            | Bawnboy            |
| Stralongford                       | 365   | Carrigallen | Oughteragh            | Bawnboy            |
| Strandhill (o Lecarrow)            | 54    | Drumahaire  | Inishmagrath          | Manorhamilton      |
| Stroke                             | 210   | Carrigallen | Drumreilly            | Bawnboy            |
| Stuck                              | 130   | Mohill      | Mohill                | Mohill             |
| Sunnagh Beg                        | 290   | Mohill      | Cloone                | Mohill             |
| Sunnagh More                       | 1.434 | Mohill      | Cloone                | Mohill             |
| Sunnaghconner                      | 179   | Carrigallen | Cloone                | Mohill             |
| Sweetwood Little                   | 90    | Drumahaire  | Killarga              | Manorhamilton      |
| Sweetwood Lower                    | 129   | Drumahaire  | Killarga              | Manorhamilton      |
| Sweetwood Upper                    | 95    | Drumahaire  | Killarga              | Manorhamilton      |
| Taash                              | 187   | Leitrim     | Annaduff              | Mohill             |
| Tamlaght Beg                       | 154   | Mohill      | Mohill                | Mohill             |
| Tamlaght More                      | 297   | Mohill      | Mohill                | Mohill             |
| Tamlaghtavally                     | 160   | Mohill      | Mohill                | Mohill             |
| Tawly                              | 1.713 | Rosclogher  | Rossinver             | Ballyshannon       |
| Tawnagh More                       | 272   | Mohill      | Cloone                | Mohill             |
| Tawnahoney                         | 134   | Drumahaire  | Killarga              | Manorhamilton      |
| Tawnaleck                          | 165   | Rosclogher  | Rossinver             | Ballyshannon       |
| Tawnamachugh                       | 575   | Rosclogher  | Killasnet             | Manorhamilton      |
| Tawnycorragh                       | 105   | Drumahaire  | Inishmagrath          | Manorhamilton      |
| Tawnycurry                         | 87    | Leitrim     | Kiltoghert            | Carrick on Shannon |
| Tawnyeely                          | 35    | Mohill      | Mohill                | Mohill             |
| Tawnyfeacle                        | 509   | Rosclogher  | Cloonclare            | Manorhamilton      |
| Tawnyhoosy                         | 108   | Drumahaire  | Killarga              | Manorhamilton      |
| Tawnylea                           | 193   | Drumahaire  | Killarga              | Manorhamilton      |
| Tawnylust                          | 123   | Rosclogher  | Cloonclare            | Manorhamilton      |
| Tawnylust Barr                     | 135   | Rosclogher  | Cloonclare            | Manorhamilton      |
| Tawnylust Barr Upper               | 165   | Rosclogher  | Cloonclare            | Manorhamilton      |
| Tawnymanus                         | 272   | Drumahaire  | Cloonclare            | Manorhamilton      |
| Tawnymoyle                         | 613   | Rosclogher  | Killasnet             | Manorhamilton      |
| Tawnytallan                        | 118   | Rosclogher  | Rossinver             | Ballyshannon       |
| Tawnyunshinagh                     | 223   | Rosclogher  | Cloonclare            | Manorhamilton      |
| Tents                              | 178   | Drumahaire  | Inishmagrath          | Manorhamilton      |
| Tinnybeg                           | 71    | Drumahaire  | Inishmagrath          | Manorhamilton      |
| Tirmactiernan                      | 32    | Leitrim     | Kiltoghert            | Carrick on Shannon |
| Tomloskan                          | 203   | Carrigallen | Oughteragh            | Bawnboy            |
| Tomrud                             | 209   | Rosclogher  | Killasnet             | Manorhamilton      |
| Tonlegee                           | 844   | Drumahaire  | Inishmagrath          | Manorhamilton      |
| Tonnagh                            | 86    | Leitrim     | Kiltoghert            | Carrick on Shannon |
| Tooma                              | 240   | Mohill      | Cloone                | Mohill             |
| Tooman                             | 907   | Mohill      | Cloone                | Mohill             |
| Toomans                            | 320   | Leitrim     | Kiltubbrid            | Carrick on Shannon |
| Toome                              | 332   | Carrigallen | Drumreilly            | Bawnboy            |
| Townparks                          | 289   | Leitrim     | Kiltoghert            | Carrick on Shannon |
| Trawnish Island                    | 2     | Drumahaire  | Cloonclare            | Manorhamilton      |
| Trean                              | 208   | Mohill      | Cloone                | Mohill             |
| Treanakillew                       | 630   | Rosclogher  | Killasnet             | Manorhamilton      |
| Treanmore                          | 170   | Mohill      | Mohill                | Mohill             |
| Treannadullagh                     | 177   | Drumahaire  | Killarga              | Manorhamilton      |
| Tuckmillpark                       | 26    | Drumahaire  | Cloonclare            | Manorhamilton      |
| Tulcon                             | 570   | Mohill      | Cloone                | Mohill             |
| Tulcon                             | 198   | Leitrim     | Mohill                | Mohill             |
| Tullaghan                          | 120   | Rosclogher  | Rossinver             | Ballyshannon       |
| Tullaghans                         | 151   | Drumahaire  | Inishmagrath          | Manorhamilton      |
| Tullinloughan                      | 238   | Drumahaire  | Killarga              | Manorhamilton      |
| Tullintaggart                      | 106   | Rosclogher  | Cloonclare            | Manorhamilton      |
| Tullintloy                         | 541   | Rosclogher  | Cloonclare            | Manorhamilton      |
| Tullintowell                       | 435   | Drumahaire  | Inishmagrath          | Manorhamilton      |
| Tullinwannia                       | 265   | Drumahaire  | Killarga              | Manorhamilton      |
| Tullinwillin                       | 159   | Drumahaire  | Killarga              | Manorhamilton      |
| Tully                              | 107   | Carrigallen | Oughteragh            | Bawnboy            |
| Tully                              | 179   | Leitrim     | Kiltoghert            | Carrick on Shannon |
| Tully                              | 232   | Drumahaire  | Killanummery          | Manorhamilton      |
| Tully                              | 386   | Rosclogher  | Killasnet             | Manorhamilton      |
| Tully                              | 212   | Leitrim     | Fenagh                | Mohill             |
| Tully North                        | 244   | Carrigallen | Carrigallen           | Bawnboy            |
| Tully South                        | 515   | Carrigallen | Carrigallen           | Mohill             |
| Tullybradan                        | 444   | Mohill      | Mohill                | Mohill             |
| Tullyclevaun                       | 311   | Drumahaire  | Inishmagrath          | Manorhamilton      |
| Tullycoly                          | 161   | Drumahaire  | Killanummery          | Manorhamilton      |
| Tullycorka                         | 381   | Drumahaire  | Inishmagrath          | Manorhamilton      |
| Tullycreevy                        | 80    | Drumahaire  | Killarga              | Manorhamilton      |
| Tullydeerin                        | 161   | Rosclogher  | Rossinver             | Manorhamilton      |
| Tullylackan Beg                    | 125   | Carrigallen | Oughteragh            | Bawnboy            |
| Tullylackan More                   | 141   | Carrigallen | Oughteragh            | Bawnboy            |
| Tullylannan                        | 264   | Leitrim     | Kiltoghert            | Carrick on Shannon |
| Tullymurray                        | 329   | Drumahaire  | Inishmagrath          | Manorhamilton      |
| Tullynacross                       | 80    | Drumahaire  | Killarga              | Manorhamilton      |
| Tullynahaia                        | 1.555 | Drumahaire  | Drumreilly            | Carrick on Shannon |
| Tullynamoyle                       | 644   | Drumahaire  | Killarga              | Manorhamilton      |
| Tullynamuckduff                    | 190   | Drumahaire  | Inishmagrath          | Manorhamilton      |
| Tullynapurtlin                     | 216   | Drumahaire  | Drumreilly            | Carrick on Shannon |
| Tullynaroog                        | 77    | Drumahaire  | Inishmagrath          | Manorhamilton      |
| Tullynascreen                      | 1.035 | Drumahaire  | Killanummery          | Manorhamilton      |
| Tullynasharragh                    | 145   | Drumahaire  | Killarga              | Manorhamilton      |
| Tullynasharragh                    | 46    | Rosclogher  | Killasnet             | Manorhamilton      |
| Tullyoran                          | 97    | Mohill      | Cloone                | Mohill             |
| Tullyoran                          | 81    | Mohill      | Mohill                | Mohill             |
| Tullyoscar                         | 116   | Carrigallen | Oughteragh            | Bawnboy            |
| Tullyskeherny                      | 1.046 | Drumahaire  | Cloonclare            | Manorhamilton      |
| Tullyskeherny                      | 568   | Rosclogher  | Rossinver             | Manorhamilton      |
| Tullyveacan                        | 592   | Drumahaire  | Drumreilly            | Carrick on Shannon |
| Tullyveame                         | 69    | Drumahaire  | Inishmagrath          | Manorhamilton      |
| Tullywana                          | 263   | Carrigallen | Oughteragh            | Bawnboy            |
| Tulrusk                            | 167   | Mohill      | Mohill                | Mohill             |
| Turpaun                            | 63    | Drumahaire  | Inishmagrath          | Manorhamilton      |
| Twigspark                          | 40    | Rosclogher  | Killasnet             | Manorhamilton      |
| Ummera                             | 146   | Drumahaire  | Inishmagrath          | Manorhamilton      |
| Ummera                             | 77    | Mohill      | Annaduff              | Mohill             |
| Unshinagh                          | 337   | Rosclogher  | Rossinver             | Ballyshannon       |
| Unshinagh                          | 51    | Carrigallen | Carrigallen           | Bawnboy            |
| Unshinagh                          | 164   | Carrigallen | Oughteragh            | Bawnboy            |
| Unshinagh                          | 48    | Drumahaire  | Inishmagrath          | Manorhamilton      |
| Uragh                              | 985   | Rosclogher  | Rossinver             | Ballyshannon       |
| Urbal                              | 117   | Drumahaire  | Drumreilly            | Carrick on Shannon |
| Urbal Barr                         | 138   | Drumahaire  | Drumreilly            | Carrick on Shannon |
| Ussaun                             | 48    | Mohill      | Mohill                | Mohill             |
| Wardhouse                          | 674   | Rosclogher  | Rossinver             | Ballyshannon       |
| Whiterock                          | 29    | Carrigallen | Drumreilly            | Bawnboy            |
| Woodford Demesne                   | 351   | Carrigallen | Carrigallen           | Bawnboy            |